# Угольная промышленность Европы
Угольная промышленность Европы — совокупность предприятий занятых добычей, переработкой и производством угля в Европе. В этой части света насчитывается более 50 угледобывающих регионов, расположенных в 17 странах. Лидерами среди них являются Германия, Польша, Турция, в меньшей степени — Сербия, Чехия и Украина.
Ископаемые виды топлива, такие как уголь, являются одними из крупнейших факторов глобального потепления. При добыче, транспортировке и сжигании этого топлива в воздух попадают углекислый газ, метан, диоксид серы, оксид азота, ртуть и другие вредные вещества. Так, только в Европейском Союзе (ЕС) в 2017 году 15,2 % от общего объёма выбросов парниковых газов приходилось на сжигание угля. К 2021-му на его территории ежегодные выбросы CO2 от сжигания угля для получения электроэнергии и тепла составляли около 433 млн т. Сжигание угля для выработки энергии также негативно влияет на здоровье и благополучие жителей. Оно связано с ростом числа больных с онкологическими и респираторными заболеваниями, окислительным стрессом, атерогенезом и другими заболеваниями.
Чтобы предотвратить негативные последствия для здоровья населения и окружающей среды, европейские власти стремятся отказаться от использования угля к 2050 году. Меры для достижения углеродно-нейтральной экономики включают введение и повышение квот на выброс CO2, создание механизмов помощи в реструктуризации экономики, снижение себестоимости ветряной и солнечной энергии, сотрудничество с локальными профсоюзами, владельцами угольных компаний и другими заинтересованными сторонами. Благодаря этим мерам общее количество добытого в Европе угля, постепенно снижается. В 2015—2020 гг. оно сокращалось в среднем на 3 % ежегодно, составив примерно 480 млн тонн в 2020 году. По состоянию на март 2021 года половина от существовавших в 1990-х угольных электростанций в Европе уже была закрыта или имела установленную дату закрытия.
Однако сравнительно низкая цена всё равно позволяла углю оставаться одним из важных энергетических ресурсов. В 2021 году производство каменного угля в ЕС составило 57 миллионов тонн, что на 79 % меньше, чем в 1990 году (277 млн т). Основную часть добычи составлял бурый уголь, и регион оставался крупнейшим его производителем, хотя по общему показателю добычи разных видов угля уступал таким богатым ресурсами странам, как Китай, Индия, США, Индонезия, Россия и Австралия.

## Европейский союз
Свободные от угля
экономики ЕС, 2021 год:
 Австрия
Бельгия
Кипр
Эстония
Латвия
Литва
Люксембург
Мальта
Швеция
Португалия
Производство
С 1990 года производство угля в Европейском союзе (EC) снижалось активнее, чем его потребление. Однако на 2018 год регион по-прежнему оставался крупнейшим производителем бурого угля в мире.
Уголь добывали в 31 регионе 11 стран ЕС, что обеспечивало около 230 тыс. рабочих мест.
Запасы каменного угля на территории ЕС оцениваются в 20,6 Гт в угольном эквиваленте энергии, лигнита — 16,4 Гт .
В 2020—2021 гг. в ЕС добывали по 56-57 млн т каменного угля, что на 80 % ниже показателя 1990 года. Одновременно из-за нерентабельности добычи и политики по декарбонизации уменьшилось количество государств-членов, производящих каменный уголь: с тринадцати в 1990 году до всего двух в 2020 году (Польша — 96 %, Чехия — 4 %).
Бурый уголь традиционно производят там же, где и потребляют. Но если в 1990 году его добывали в 13 странах региона (671 млн тонн), то к 2021 году добыча продолжалась в основном в шести странах: из 277 млн тонн на долю Германии приходилось 46 %, Польши — 19 %, Чехии — 11 %, Болгарии — 10 %, Румынии — 6 %, Греции — 4 %. Оставшиеся 3 % обеспечивали такие страны, как Венгрия, Словения и Словакия, которые производили бурый уголь в небольших количествах.
В Испании добыча бурого угля прекратилась в 2007-м (16 млн т на тот момент), в Хорватии, Италии, Франции и Австрии — в 2005 (2,5 млн т).
Потребление
| Страна     | Год  |
| ---------- | ---- |
| Словакия   | 2023 |
| Франция    | 2024 |
| Греция     | 2025 |
| Венгрия    | 2025 |
| Ирландия   | 2025 |
| Италия     | 2025 |
| Дания      | 2030 |
| Финляндия  | 2030 |
| Испания    | 2030 |
| Нидерланды | 2030 |
| Румыния    | 2032 |
| Словения   | 2033 |
| Германия   | 2038 |

На протяжении первых двадцати лет XXI века наблюдалось стабильное снижение угольной зависимости европейских стран. Ему способствовали переход на природный газ и возобновляемые источники энергии, а также высокие квоты на сжигание угля. Однако ежегодное потребление угля в пересчёте на душу населения в ЕС в 2020-м всё равно превышало среднемировой показатель (1,2 т против 1 т). Основная масса угля идёт на производство энергии, что делает ЕС четвёртым в мире потребителем (после Китая, Индии и США). К 2018 году 592 ТВт⋅ч электроэнергии в ЕС производили угля (на каменный уголь приходилось 284 ТВт⋅ч, 294 ТВт⋅ч — на лигнит). Работающие на каменном угле электростанции ЕС, имеют общую мощность 99 ГВт, а электростанции на буром угле — 52 ГВт.
К 2020 году потребление каменного угля в ЕС оценивалось в 144 млн т, что на 63 % ниже показателей 1990 года. За исключением Мальты, которая прекратила использование каменного угля в 1996 году, все остальные страны ЕС потребляли хотя бы несколько тысяч тонн. Всего 2021 году в ЕС было использовано 160 млн т промпродукта (-59 % по сравнению с 1990-м). Основными потребителями каменного угля в ЕС являлись Польша (41 %) и Германия (23 %), на Францию, Нидерланды, Италию и Чехию приходилось по 3-6 %.
За 1990—2020 годы также снизилась потребность в буром угле, который традиционно используют для производства электроэнергии (93 % промпродукта в 2019-м). В 2020-м потребление бурого угля в ЕС оценивалось в 246 млн тонн, что на 64 % меньше, чем в 1990-м. При этом 96 % потребления пришлось на 6 стран региона: Германию, Польшу, Чехию, Болгарию, Румынию и Грецию. Исключительно для производства электроэнергии и тепла его используют в Румынии; практически полностью (99 %) на эти же цели он уходит в Греции и Польше. В таких странах, как Болгария, Чехия и Германия, часть бурого угля перерабатывается в другие энергетические продукты: брикеты из бурого угля (в Болгарии, Чехии и Германии), заводской газ (в Чехии) и кокс (в Германии).
К началу 2020-х годов на уголь приходилось около пятой части всего производства электроэнергии в ЕС. В частности, бурый уголь обеспечивал примерно 7 % или 195 тыс. ГВтч от общего валового производства электроэнергии региона. Для сравнения ветряные электростанции вырабатывали 14 %. Тем не менее, в отдельных странах доля угольной электроэнергии могла значительно превышать средний показатель: например, в Чехии и Болгарии уголь обеспечивал более 36 % и 31 % генерации, соответственно.
На потребление угля заметно повлияла пандемия COVID-19: на конец 2020 года разница с показателями 2018-го составляла для каменного угля 35 %, для бурого — 33 %. Ожидаемо, после восстановления экономики в 2021-м показатель вновь вырос, и разница между 2018-м и 2021 годом составляла уже только 27 % и 25,5-26 % для каменного и бурого угля, соответственно. Всего бурого угля в 2021 году страны-члены ЕС расходовали 277 млн тонн. Использование низкоэнергетического топлива часто дешевле, чем импорт других ископаемых, и уменьшает энергетическую зависимость региона. Основными странами потребителями в этот период оставались Германия (46 %), Польша (19 %), Чехия (11 %), Болгария (10 %), Румыния (6 %) и Греция (5 %).
Импорт
За первые двадцать лет XXI века добыча каменного угля в ЕС снижалась быстрее, чем потребление, что привело к увеличению зависимости стран от импорта. Если в 1990-м собственное производство угля обеспечивало 71 % потребности, то к 2020-му — только 39 %. С 2010 года доля импортного угля не опускалась ниже 50 %: например, в 2018-м зависимость стран-членов от импорта каменного угля составляла 68,3 %, в 2020-м — 57,4 %. В половине стран ЕС этот уровень был ещё выше. Минимум семь стран — Греция, Люксембург, Хорватия, Румыния, Кипр, Бельгия и Швеция — ввозили больше, чем тратили, чтобы создать запас на случай роста цен на другие импортные энергоносители или возможных чрезвычайных ситуаций. Только Португалия не ввозила каменный уголь, а наоборот распродавала накопленные запасы.
Пандемия COVID-19 сильно отразилась на мировой торговле углём: в 2020 году в Европе цены упали до $40 за тонну. Объём поставок каменного угля в ЕС в 2020 году составил 89 млн тонн. Крупнейшим поставщиком стала Россия, которая постепенно нарастила свою долю в европейском импорте до 56 %. Для сравнения, другие крупные поставщики, США и Австралия, обеспечивали только 17 % и 15 % соответственно. При этом из-за динамики рыночных цен доля таких традиционных поставщиков, как Украина и Венесуэла, сокращалась, но одновременно появились новые экспортёры, такие как Казахстан и Мозамбик. Также уголь ввозили из Колумбии, Южной Африки, Индонезии и Канады. Крупнейшими странами-импортёрами региона оставались Германия, Польша, Испания, Италия и Франция.
По данным исследовательской фирмы Rystad Energy, в Европе количество вырабатываемой электроэнергии в 2021 году выросло на 18 %, что стало первым годовым ростом с 2017 года. С восстановлением мировой экономики цены на уголь выросли до $70 за тонну. Это способствовало наращиванию выработки у крупных европейских поставщиков, как Польша и Россия. Так как из-за напряжения российско-украинских отношений параллельно активно росли международные цены на газ, уголь оставался выгодным эквивалентом, даже с учётом квот на выбросы углекислого газа. Хотя на начало 2022 года 23 европейские страны подтвердили свои планы по отказу от угольной генерации энергии, после эскалации российско-украинского конфликта и резкого роста цен на газ ряд политиков изменил своё отношение к более дешёвому и доступному углю. Они призывали к энергетической автономии в странах ЕС и отказу от закупок российских промпродуктов. В результате в отдельных европейских портах как, например, в Ньюкасле, цены на уголь выросли более чем на треть в январе 2022-го до $262 за т. Страны региона планировали сократить импорт энергоресурсов из России на две трети в 2022 году и полностью отказаться от него к 2030 году.
За первые два месяца войны на Украине Россия продолжала экспорт ископаемого топлива. Из вывезенного в этот период угля на покупателей в ЕС приходилось 30 %. Крупнейшими импортёрами в этом регионе были Германия (€9,1 млрд), Италия (€6,9 млрд), Нидерланды (€5,6 млрд) и Франция (€3,8 млрд).
Пятый пакет антироссийских санкций ввёл эмбарго на покупку угля, которое должно вступить в силу в августе 2022 года. Если ранее страны ЕС ввозили из России около 46 % используемого угля, 40 % газа и 27 % нефти, то теперь власти были вынуждены искать других поставщиков. Спрос на мировом рынке побудил крупных поставщиков нарастить добычу. Например, в Индии правительство решило открыть более 100 угольных шахт, ранее считавшихся нерентабельными. В Китае власти планируют увеличить мощности по добыче угля на 300 млн т, что обеспечит годовой прирост добычи на 7 %. Страна также активно закупала российское топливо, так как его цена резко упала из-за ограничений и отсутствия спроса. Вопреки звучавшим ранее заявлениям об углеродной нейтральности к 2060-му, власти Китая продолжили развивать угольный сектор, спонсируя проекты в этой отрасли.
До начала военных действий на Украине ископаемый газ позиционировался как временная замена угольной генерации энергии или этап на пути к низкоуглеродной экономике. Но рост цен на газ и ограничение его поставок из России сделали нерентабельным наращивание мощностей, использующих это топливо. В качестве краткосрочной альтернативы европейские политики рассматривали возврат к угольному производству энергии. Предположительно, это позволило бы властям региона провести реструктуризацию энергетической сферы с прямым переходом на возобновляемые источники энергии. Стратегия позволит сократить единовременные инвестиции в инфраструктуру, так как в большинстве стран уже существовали угольные мощности, тогда как введение ветряных и солнечных — требовало больших затрат. Таким образом, весной 2022 года некоторые страны призвали к смягчению планов ЕС по поэтапному отказу от использования угля. Ряд европейских угольных электростанций, ранее выведенных из строя по экологическим причинам, возобновил работу. Например, британские власти отменили плановую ликвидацию трёх угольных станций, подобные меры приняли в Италии. Правительство Германии подтвердило план по наращиванию угольной добычи, в Румынии было отложено закрытие ряда угольных шахт. На апрель 2022-го совокупное производство угля в пяти крупнейших европейских странах-производителях выросло на 27 % по сравнению с аналогичным периодом прошлого года.
Если европейские страны заменят весь импортируемый из России в 2021 году газ углём, при его сжигании за год может быть высвобождено дополнительно 800 млн т СО2-эквивалента. Это поставит под угрозу усилия по ограничению глобального потепления в пределах 2 °C. Политики ЕС не отказывались от своих экологических целей, и эксперты надеялись, что страны выполнят свои юридические обязательства по сокращению выбросов парниковых газов к 2030 году на 55 % по сравнению с 1990-м. Посол США по вопросам изменения климата Джон Керри заявил, что война на Украине не должна использоваться как предлог для сохранения глобальной зависимости от угля.

### Болгария
Благодаря развитому ресурсному потенциалу, горнодобывающий сектор имеет большое значение для страны. Он активно развивался на фоне роста экономики в 2008—2018 годах. Преимущественно открытая добыча лигнита в стране практически полностью велась компанией Mini Maritsa Iztok EAD — 28,0 млн т или 96,6 % от общего объёма добычи в 2018-м. Рудники холдинга занимали около 240 км², что делало его крупнейшим горнодобывающим предприятием в Юго-Восточной Европе. Буроугольные месторождения расположены в западной части страны (угольные месторождения Бобов-Дол, Перник, Пирин, Катриште) и вблизи Чёрного моря (угольное месторождение Черноморе). Кроме лигнита, из них добывали и другие виды бурого угля: 1,3 млн т на 2018-й. Добыча более качественного каменного угля в стране незначительна (около 35 тыс. т), таким образом цена на болгарский уголь оставалась самой низкой в ЕС, что ограничивало возможность предприятий инвестировать в развитие.
В 2017 году производство первичной электроэнергии в Болгарии приходилось в основном на бурый уголь (48,3 %), тогда как на атомную генерацию — только 34,6 %. Остальное обеспечивали возобновляемые источники энергии (16,3 %), ископаемый газ (0,6 %) и жидкое топливо (0,2 %). Страна также сравнительно мало зависит от импортных поставок твёрдого топлива: 39,5 % против 55,1 % в среднем по ЕС. В результате из-за большой доли дешёвого угля собственного производства, запасов которого должно было хватить на 60 лет, в Болгарии сохранялись одни из самых низких цен на электричество в ЕС, что позволяло гарантировать энергетическую безопасность и экономическую конкурентоспособность страны. За 2019—2020 годы производство бурого угля упало на 20,4 % до 22,3 млн тонн. Большую часть поставила одна из дочерних компаний государственного Болгарского энергетического холдинга EAD для снабжения трёх электростанции на юго-востоке страны, которые вместе производили около 45 % всей электроэнергии в стране.
Тем не менее, европейские квоты на выбросы CO2 для угольных электростанций делали невыгодным использование этого топлива. Правительство Болгарии признало необходимость увеличению доли возобновляемых источников энергии и добываемого в Чёрном море газа. Национальная стратегия до 2030 года продвигала политику по закрытию угольных предприятий. Например, из-за постоянных нарушений стандартов качества воздуха в апреле 2022 года министр окружающей среды Болгарии заявил о приостановке работы 71-летней буроугольной электростанции «Марица III» мощностью 120 МВт.

### Венгрия
Венгрия сильно зависит от импорта энергоносителей. Запасы угля в стране оцениваются в 10,5 млрд т, из которых более половины представлено бурыми породами. Они залегают в основном в Задунайском крае, а также на севере и северо-востоке страны. С 2014 года весь бурый уголь вырабатывается открытым способом, в основном на рудниках Визонта и Бюккабрани, принадлежащих энергетической компании Mátra. Эта и другие мелкие угледобывающие компании страны выработали в 2018-м 7,9 млн т угля, который полностью ушёл на выработку тепла и энергии. Самой крупной буроугольной станцией являлась одноимённая Mátra. Так, в 2020 году она использовала большую часть из выработанных в стране 6,1 млн т угля (-10,5 % по сравнению с 2019-м).
Потребление первичной энергии в Венгрии в 2018 году составило 38,1 млн т угольного эквивалента. Наибольшая доля в выработке принадлежала ископаемому газу (31,3 %) и нефти (29,2 %), буроугольная энергия составляла только 8,1 %. При этом импорт обеспечивал 89 % нефти, 78 % ископаемого газа и 49 % угля, используемых в выработке электроэнергии. К 2015 году добываемый в Венгрии уголь обеспечивал только 55 % потребности предприятий страны. Оставшуюся часть ввозили из США, Чехии, Польши, Германии, Великобритании, Канады, Австралии и России.
Вторая Национальная стратегия в области изменения климата, одобренная венгерским парламентом в октябре 2018 года, нацелена на сокращение выбросов парниковых газов на 40 % к 2030 году по сравнению с 1990 годом. Президент страны подтвердил курс на углеродно-нейтральную экономику на Саммите ООН по климату в Нью-Йорке. Таким образом, Венгрия стала шестой страной в европейском регионе, выдвинувшей свой план поэтапного отказа от угля. Страна присоединилась к программе Европейской комиссии по декарбонизации региона LIFE. К 2021-му национальные эксперты заявляли, что ликвидировать единственную угольную электростанцию Matra удастся в 2025-м. Однако такой сценарий был возможен за счёт введения в эксплуатацию новой электростанции, работающей на ископаемом газе. Это вызывало критику участников Greenpeace, которые заявляли, что нельзя «бороться с изменением климата с помощью новых электростанций, работающих на ископаемом топливе». Кроме того, даже несмотря на цель по закрытию угольной электростанции, власти всё равно намеревались наращивать добычу угля в её окрестностях.

### Германия

Баланс угля: Производство, потребление, чистый импорт и экспорт угля, 2016 год

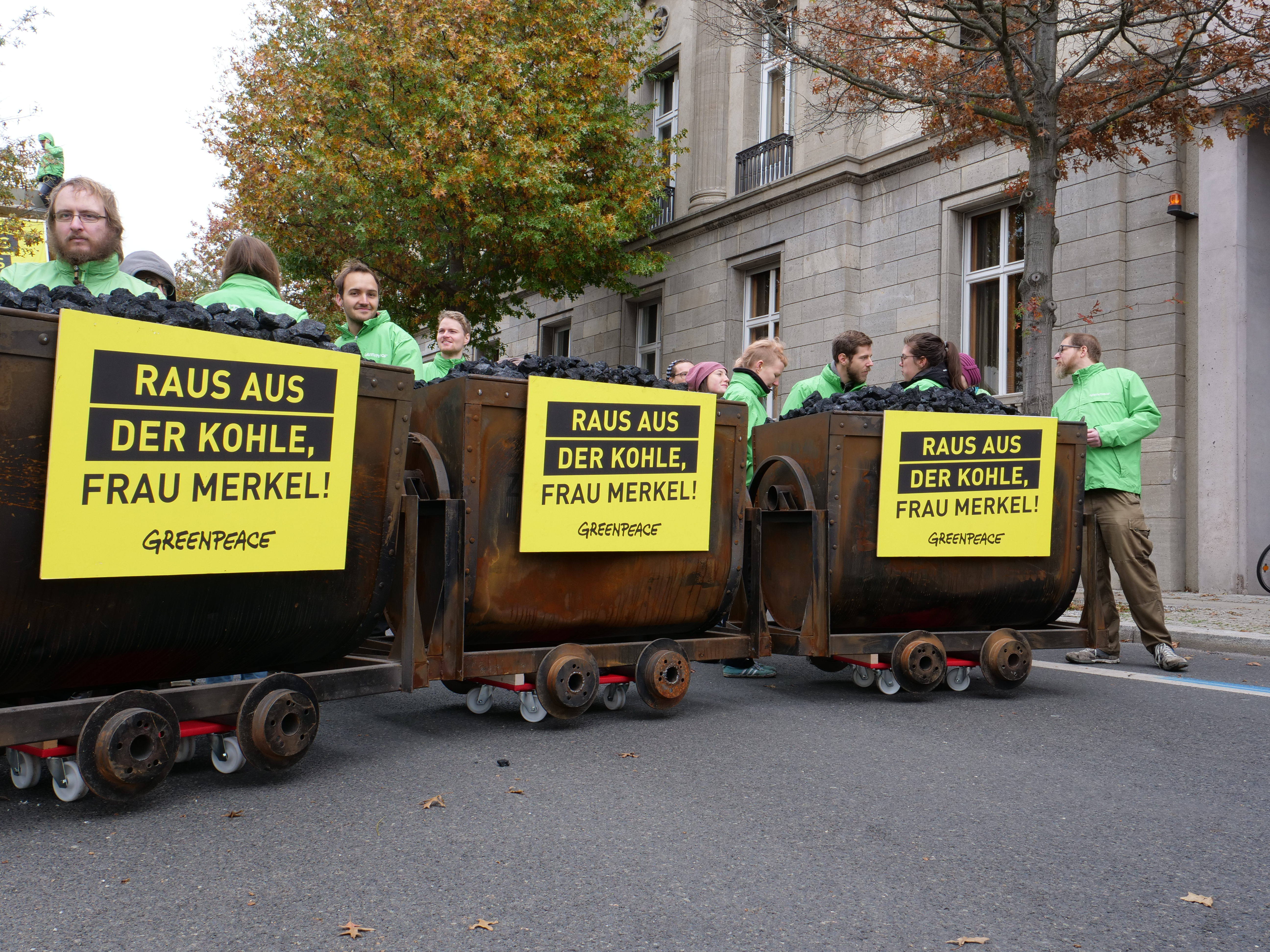
Протест немецких активистов против угледобычи, 2017 год

Германия имеет четвёртую по величине экономику в мире после США, Китая и Японии, что объясняет её высокую потребность в энергии. Значительные запасы бурого угля (4 млрд т) на территории страны делают уголь одним из важнейших местных ресурсов. Разведанные запасы каменного угля в стране составляют 83 млрд т, но только 36 из них пригодны для извлечения. Их добыча малорентабельна из-за глубокого и сложного геологического расположения пород. Так, в 2017—2018 годах добыча одной тонны каменного угля в Германии стоила 180 евро, тогда как импорт — 86—96 евро за тонну. Поэтому вскоре разработка каменного угля в регионе прекратилась: две последние каменноугольные шахты были закрыты в декабре 2018 года, чему способствовала десятилетняя государственная программа по отказу от его добычи.
Развитие немецкой экономики в значительной степени обеспечено импортом энергоносителей: в 2018-м общая зависимость страны от импорта энергоресурсов составила 63,6 %. При этом доля импортного каменного угля в общих поставках достигала 94 %, через год — уже все 100 %. Страна является крупнейшим импортёром каменного угля в ЕС с объёмом поставок 46,7 млн т (32,1 млн т энергетического угля, 12,4 млн т — коксующегося и 2,3 млн т кокса). Наибольшую часть импортировали из России: в разные годы её доля в объёме ввезённого промпродукта составляла 40—50 %. Для сравнения, другие крупные поставщики — США и Австралия — обеспечивали только 17 и 13 % соответственно.
Основная добыча бурого угля ведётся открытым способом в рейнском горнодобывающем районе вокруг Кёльна, Аахена и Менхенгладбаха, лужицком горнодобывающем районе на юго-востоке земли Бранденбург и северо-востоке Саксонии, а также в Центрально-германском горнодобывающем районе к северо-западу от Саксонии. Примерно 90 % вырабатываемого там промпродукта используется для производства электроэнергии. Крупнейшими добывающими и перерабатывающими компаниями являются RWE (86,3 млн т), Lausitz Energie Bergbau (60,7 млн т), Mitteldeutsche Braunkohlengesellschaft и Romonta. Общегодовой объём добычи лигнита этими и другими немецкими компаниями составил в 2017 году около 171,5 млн т, что делало Германию крупнейшим в мире производителем бурого угля. При этому на экспорт уходила незначительная часть промпродукта (около 0,6 %).
Основными потребителями угля в Германии являются местные электростанции (78 % в 2017-м) и сталелитейная промышленность (20 %). Так, в 2018 году количество общей выработанной первичной энергии составило 160,9 млн т угольного эквивалента, из них около трети (33,6 %) обеспечил бурый уголь. Так как при его сжигании выделяется больше СО2, чем при сжигании каменного угля, такая высокая доля лигнита вызывает опасения экологов. Несмотря на то, что возобновляемые источники тоже обеспечивали около трети энергобаланса страны, именно на энергетический сектор всё равно приходилась значительная доля национальных выбросов парниковых газов (37 %). В начале пандемии COVID-19 спрос на электроэнергию драматически упал, вслед за этим сократилось производство бурого угля до 107,4 млн тонн (-18,2 %). Но уже в сентябре 2020 года наблюдался откат и показатель вернулся к доковидным отметкам.
Меры по отказу от угля и реструктуризации национальной экономики власти начали предпринимать ещё в 2011 году, хотя эксперты критиковали их непоследовательность. Правительство стремилось сократить долю угля в генерации электроэнергии, поэтому только в 2015-м 2700 МВт угольных мощностей были переведены в резерв, что позволило сократить национальные выбросы парниковых газов примерно на 21 Мт СО2 в год. В то же время разработанный после аварии на японской Фукусиме план Energiewende («Энергетический поворот») ориентирован не только на внедрение возобновляемых источников энергии, но и включает в себя поэтапный отказ от производства ядерной энергии к концу 2022 года. Эти цели блокируют реструктуризацию угольной промышленности: из-за недостатка возобновляемых источников и сокращения атомной генерации цена на электричество в стране растёт. Уголь же остаётся дешёвым и доступным топливом, поэтому к 2021-му на него всё ещё приходилось около четверти вырабатываемой в стране электроэнергии.
В ноябре 2016 года власти приняли Экологическую национальную программу до 2030 года, в которой изложены стратегии по сокращению выбросов парниковых газов на 55 % в сравнении с показателем 1990 года. Такой вариант требует сокращения ⅔ рабочих мест в буроугольной промышленности Германии. Чтобы реализация мер не нанесла ущерб профориентированным регионам, в 2018-м была создана комиссия «Рост, структурные изменения и занятость». Комиссия установила необходимость в €40 млрд дотациях пострадавшим регионам и посчитала необходимым строительство газовых электростанций. При таких условиях, на 2030-й установленная мощность буроугольных и каменноугольных электростанций в стране не должна была превышать 9—8 ГВт. Полный отказ от угольной энергии политики ожидали в 2035—2038 годах.
Несмотря на намерение властей достичь нулевых выбросов, а также снижение угольного потребления на 8 % во время пандемии 2019—2020 годов, на 2022-й Германия оставалась крупнейшим потребителем и производителем угля в Европе. При этом двумя годами ранее правительство приняло закон, согласно которому 2038 год станет последним годом использования угля. План предусматривал не только сокращение угольной генерации, но и увеличение мощности возобновляемых источников энергии с 50 % до 80 %. Позднее срок сократили до 2030-го, хотя оставалось неизвестным, как переориентировать около 25 тыс. рабочих в угледобывающих регионах страны.
Несоответствие между проэкологическими заявлениями правительства и реальным положением дел вызвали критику в СМИ. По данным аналитического центра Sandbag, семь буроугольных шахт Германии в 2018 продолжали входить в десятку крупнейших загрязняющих окружающую среду угледобывающих зон Европы. Некоторые из шахт не только не уменьшали добычу, но и наращивали производство, выкупая фермерские земли. Например, в 2018—2021 годах из-за разрастания угольного разреза Гарцвайлер, начавшегося ещё в послевоенные годы, были ликвидированы близлежащие деревни. Всего к 2019-му к изменённым угольной индустрией ландшафтам относилось более 179 тыс. га страны. Добытый в Гарцвайлере промпродукт доставляли на расположенную вблизи буроугольную электростанцию Нойра, которая являлась вторым по величине источником выбросов СО2 в Европе. Реакция общественности и усилия активистов привели к тому, что 29 апреля 2021 года Конституционный суд постановил, что правительство должно принять меры предосторожности для защиты климата и будущего страны. Тем не менее, эксперты сомневались, что им удастся достичь целей по сокращению выбросов, так как экономика в значительной степени опиралась на угольный сектор. Например, самую молодую угольную электростанцию Германии — Datteln 4 мощностью 1055 МВт — компания Uniper ввела в эксплуатацию в 2020 году, вопреки судебным искам экологических активистов.
В первые месяцы войны на Украине Германия выступала против немедленных ограничений российских энергоносителей. Канцлер Олаф Шольц полагал, что подобные шаги приведут к экономическому спаду всего региона. Так как экономика Германии сильно зависела от импорта энергоносителей, в частности российского газа, власти готовились отложить обещанный срок закрытия угольных электростанций, что вызвало критику международных и национальных экспертов. Однако Министерство экономики планировало продлить ещё на два года работу 20 буро- и каменноугольных электростанций и небольшого количества мазутных электростанций как резервных. Постановление о чрезвычайном положении позволяло правительству задействовать угольные объекты без одобрения парламента на срок до шести месяцев. Решение вызвало опасение экспертов, несмотря на заявлении властей о намерении выполнить свои экологические цели.

### Греция
Разведанные запасы угля в Греции составляют 3,6 млрд т, но экономически выгодна разработка только 2,9 млрд. Наиболее крупные месторождения расположены на севере страны в бассейнах Птолемаис-Аминдеон и Флорина, где сосредоточено 1,6 млрд т запасов и 80 % добычи. Также разведка ведётся в Драме (900 млн т) и Элассоне (170 млн т на 2018-й), в южном Мегаполисе (132 млн т). Средняя глубина пластов в этих районах небольшая (150—200 м), поэтому добыча ведётся в основном открытым способом. К 2018-му было извлечено только 30 % от общего объёма запасов бурого угля. По оценкам, добыча будет оставаться рентабельной как минимум следующие 40 лет.
Добычу ресурсов осуществляет в основном Государственная энергетическая корпорация (PPC). Она управляет рудниками в Западной Македонии, а её дочерняя компания Lignitiki Megalopolis SA — на юге Греции. В 2018-м в стране было произведено более 36 млн т бурого угля, из них подавляющую часть выработал PPC. В 2020 году выработка на принадлежащих PPC рудниках сократилось почти вдвое до 13,1 млн т. Ещё около 0,8 млн т произвели небольшие компании.
Значение бурого угля в энергетическом балансе Греции снизилось с 50 % в 2010 году до примерно трети в 2018-м. Премьер-министр Кириакос Мицотакис поставил цель полностью отказаться от производства электроэнергии с использованием лигнита к 2028 году. Этому решению способствовали убыточность государственного монополиста по добыче угля, а также то, что в 1990—2017 годах на бурый уголь приходилось 34 % выбросов парниковых газов в стране. В результате изменений к 2020-му производство буроугольной энергии составило всего 5,7 ТВт⋅ч или 11,4 % от общего объёма. К концу первого полугодия 2020-го спрос на электроэнергию в Греции был удовлетворён без использования лигнита впервые за 64 года. Сокращению способствовали наращивание импорта электроэнергии и доли ископаемого газа как первичного ресурса. К 2028 году греческое правительство обязалось прекратить эксплуатацию буроугольных электростанций мощностью примерно 3,4 ГВт. Даже новую буроугольную электростанцию Ptolemais V мощностью 660 МВт, ввод которой намечен на 2022 год, планировалось использовать только шесть лет.
Обновлённая в 2019 году Национальная повестка Греции по энергетике и климату предусматривала, что доля возобновляемых источников к 2030 году достигнет 61 % валового производства. Таким образом, страна могла стать лидером в обновлении энергетического сектора. Однако отказ от угля требовал ввести 1,7 ГВт газовых мощностей в дополнение к уже действующим 5,2 ГВт. Инвестиции в газовый сектор связаны с экологическими проблемами и могут оказаться убыточными — от новых мощностей придётся отказаться через пять—десять лет. Расчёты на 2021 год показывали, что использование ветряных и солнечных установок было дешевле, чем строительство новых буроугольных или газовых электростанций. Однако энергетический переход вызывал опасения у местных профсоюзов и политических партий, которые опасались очередной волны безработицы. Население буроугольных регионов негативно относилось к модернизации сектора: против высказывалось более 70 % респондентов.
Планы греческого правительства пострадали от изменения политической обстановки 2022 года. Отказ от импорта российских энергоносителей и санкции, введённые после нападения на Украину, вынудил греческие власти заявить о необходимости удвоить производство бурого угля. На тот момент 40 % используемого предприятиями Греции газа ввозили в страну из России. Премьер-министр Греции подтвердил планы на открытии одного из парков солнечных батарей, заявив, что страна вынуждена «быть гибкой» и «имеет смысл увеличить выработку энергии на угле, увеличив его добычу на 50 % в течение следующих двух лет». И уже в 2022-м изначальный план по добыче 10 млн т бурого угля был увеличен до 15 млн т. Критики называли подобный шаг «признанием поражения», хотя политики уверяли в намерении продолжить модернизацию экономики для достижения углеродной нейтральности к 2050 году.

### Испания
Уголь — единственный значительный энергетический ископаемый ресурс Испании. Их размеры оцениваются в 4,5 млрд т, но для извлечения рентабельны 1,18 млрд т. Хотя большая часть запасов приходилась на бурый уголь, его рудники в Испании были ликвидированы к 2007 году. Крупнейшими источниками каменного угля в Испании были месторождения на северо-западе Астурии в долине Налон. Однако к 2018 году высокие затраты на добычу привели к закрытию почти всех шахт бассейна. Действующий подземный рудник в долине Льерос-де-Абахо (исп. Lleros de Abajo) недалеко от Мьереса производил ежегодно около 200 тыс. т угля, который использовали местные электростанции. Также месторождения расположены в регионе Арагон, в регионе Кастилия-и-Леон, в провинции Сьюдад-Реаль к югу от Мадрида. Тем не менее уже в 2013 году правительство страны выделило 2,13 млрд евро для закрытия 26 шахт, нерентабельных из-за плохого качества руды.
В 2018-м годовая добыча составила 2,5 млн т, а импорт 15,8 млн т, что вкупе обеспечило 7,8 % потребности страны в энергии. На тот момент практически все испанские производители каменного угля остановили свою работу, так как добывали уголь низкого качества и работали в минус. Даже те угледобывающие компании, которые оставались жизнеспособными без субсидий, были вынуждены закрыться к 31 декабря 2018 года, потому что в соответствии с законодательством ЕС продолжение добычи требовало погашение предыдущих государственных дотаций. Одновременно было подписано рамочное соглашение «Справедливый переход от угледобычи и устойчивое развитие горнодобывающих регионов» до 2027 года. До 2023 года на восстановление отработанных земель, социальную помощь горнорабочим и переподготовку кадров государство планировало выделить 250 млн евро. Фонд справедливого перехода ЕС назначил стране дополнительное пособие в размере 17,5 млрд евро. Также представители горнодобывающей отрасли подписали соглашение CARBUNION, подтверждающее намерение промышленников участвовать в реструктуризации отрасли. Власти Испании планируют добиться углеродной нейтральности к 2050 году, а отказаться от угольной энергии не позднее 2030-го, чему способствуют высокие европейские квоты на выбросы СО2. Ожидалось, что из пятнадцати угольных электростанций, работающих в 2019 году, только шесть будут продолжать после 2021-го. Потребление угля должно было сократиться вдвое к 2025 году.

### Польша
Добыча

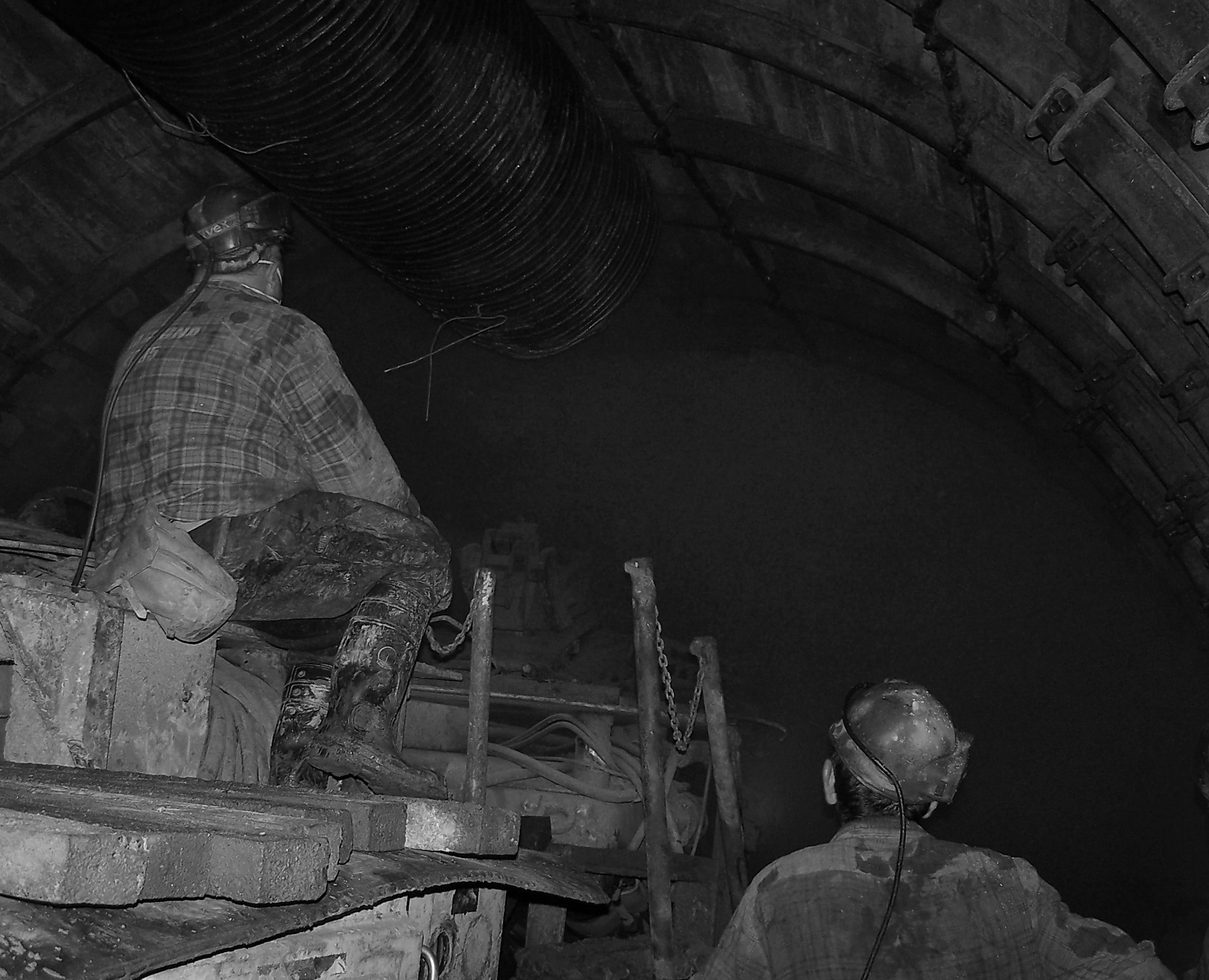
Польские горнорабочие, XXI век

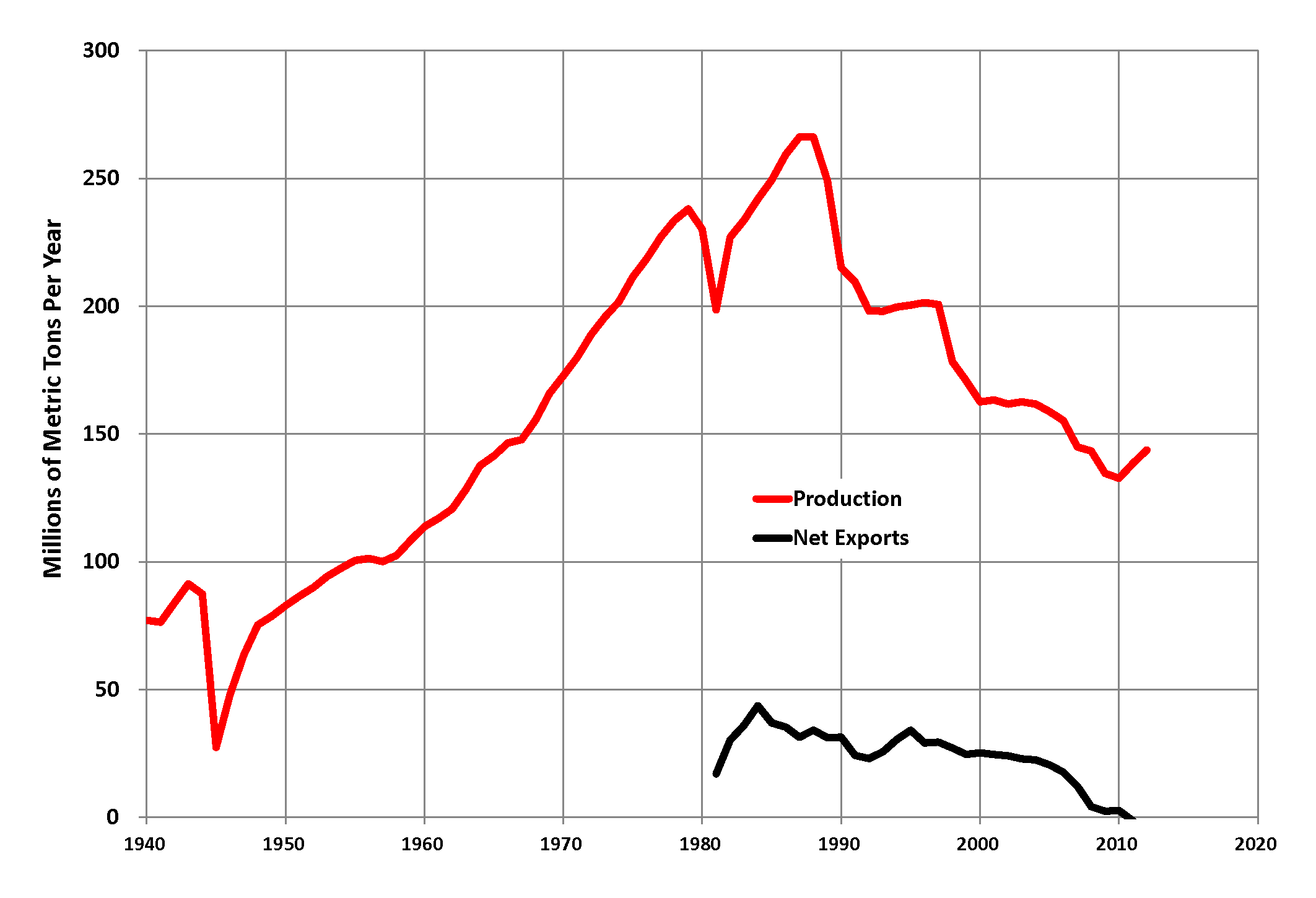
Производство Угля в Польше 1940—2012 годы

Стабильный рост польской экономики начался в 1992 году, составляя в среднем 4,2 % ежегодно. Уголь имеет стратегическое значение в развитии страны: сравнительно большие запасы каменного и бурого угля активно используются в выработке электроэнергии, обеспечивая тем самым 78,3 % потребностей страны в 2018 году или 133 ТВт⋅ч. Из них более 83 ТВт⋅ч поставили каменноугольные или газоугольные электростанции, а работающие на буром угле — более 49 ТВт⋅ч. Разведанные запасы каменного угля приравнивались 22,3 млрд т, которые залегали в основном в Верхнесилезском и Люблинском угольных бассейнах. Наличие собственных крупных месторождений в стране позволяло удерживать зависимость от импорта промпродукта на уровне 38,3 %, что значительно ниже среднего показателя по ЕС в 55,1 %.
Расположенное в Верхней Силезии месторождение обеспечивает 78,9 % от общих извлекаемых запасов каменного угля в Польше. Из них 71,6 % приходится на энергетический уголь, 27,0 % — на коксующийся, остальные 1,4 % — на другие виды каменного угля. Всего в этом районе разведано около 400 угольных пластов мощностью от 0,8—3 метра на глубине 600—1000 метров. Добыча полностью механизирована, более 90 % угля добывается очистным забоем. Но несмотря на активную угледобычу и крупные запасы в стране, на развитие отрасли сказываются общеевропейские тенденции: добыча каменного угля снизилась со 177,4 млн тонн в 1989 году до 63,4 млн тонн в 2018 году. За тот же период занятость в секторе сократилась с 407 тыс. до 82 тыс. человек. К крупнейшим производителям к концу этого периода относились Polska Grupa Górnicza, JSW и Любельско-угольная «Bogdanka» (с 2015-го принадлежит энергетическому холдингу ENEA). JSW является крупнейшим производителем коксующегося угля в ЕС: 10,3 млн т из общих 12,1 млн т в 2018 году.
Добыча каменного угля в Польше, крупнейшем его европейском производителе, составила 54,4 млн тонн в 2020 году. Если показатель выработки сокращался (-11,7 % по сравнению с 2019-м), то объёмы экспорта промпродукта росли. Так как в этот период соседняя Чехия нарастила международные закупки, экспорт каменного угля из Польши вырос до 4,4 млн т (по другим данным — до 3,9 млн т). Другими важными направлениями поставок оставались Словакия, Австрия и Германия. Одновременно импорт каменного угля в Польшу сокращался: с 16,7 млн тонн в 2019-м до 12,8 млн тонн в 2020 году. В основном промпродукт ввозили из России, США, Австралии, Колумбии, Мозамбика и Казахстана.
Добыча лигнита ведётся исключительно открытым способом в центральной и юго-западной частях страны. Крупнейшими месторождениями являлись Белхатув и Щерцув, на которых в 2018-м при выработке 44,3 млн т бурого угля извлекли 132,7 млн м³ вскрышных пород (или 3,3 м³ на т). Глубина карьеров в этих бассейнах достигала 300 метров, и производители планировали продолжать добычу и, соответственно, углубление кратеров до 2040 года. В Туровском буроугольном бассейне, расположенном на юго-западе Польши, запасы оцениваются в 290 млн т. Из них только в 2018-м извлекли 6,5 млн т, вскрыв 22,6 млн м³ пород (или по 4 м³ на т). Работы на рудниках этого региона планировалось продолжать до 2045 года. Основную часть работ на месторождениях Белхатув и Туров осуществляла компания PGE — лидер рынка буроугольных добытчиков с долей около 87 % и крупнейший производитель электроэнергии, удовлетворяющий до 36 % внутреннего спроса в некоторые месяцы года. Так, холдинг владеет крупнейшим источником выбросов парниковых газов в Европейском союзе — угольной электростанцией в Белхатове. Буроугольный бассейн Потнов-Адамов-Конин (пол. Pątnów-Adamów-Konin), обеспечивает примерно 8,5 % потребности Польши в электроэнергии. Работы в этом районе ведёт холдинг ZE PAK. Его предприятия извлекают породы на глубине 25-80 м при коэффициенте вскрышных пород 7-7,4 м3 на тонну.
В среднем, каждый польский рабочий в 2018 году извлёк 6,8 тыс. т бурого угля. Всего в отрасли было занято 8 583 человека, а объёмы производства бурого угля составили 58,6 млн тонн. Практически весь добытый промпродукт потребляют местные электростанции: в 2018-м на буром угле они сгенерировали 49,3 ТВт⋅ч электроэнергии или 29,0 % от общего валового производства электроэнергии. Несмотря на прекращение работ в бассейне Адамов и сокращение выработки бурого угля в 2020-м до 46,0 млн т (-8,6 % меньше, чем в 2019-м), ожидается, что бурый уголь будет играть важную роль в энергоснабжении Польши, по крайней мере, до 2030 года. Так, к 2021-му производство бурого угля в Польше увеличилось на 13,1 % до 51,9 млн т, производство каменного угля — на 1,2 % до 55,2 млн т. В этот период доля угольной энергии в общем объёме составляла 70 %. Это являлось самым большим показателем в ЕС. Из-за увеличения нагрузки местные горняки даже были вынуждены требовать повышение заработных плат.
Потребление и импорт

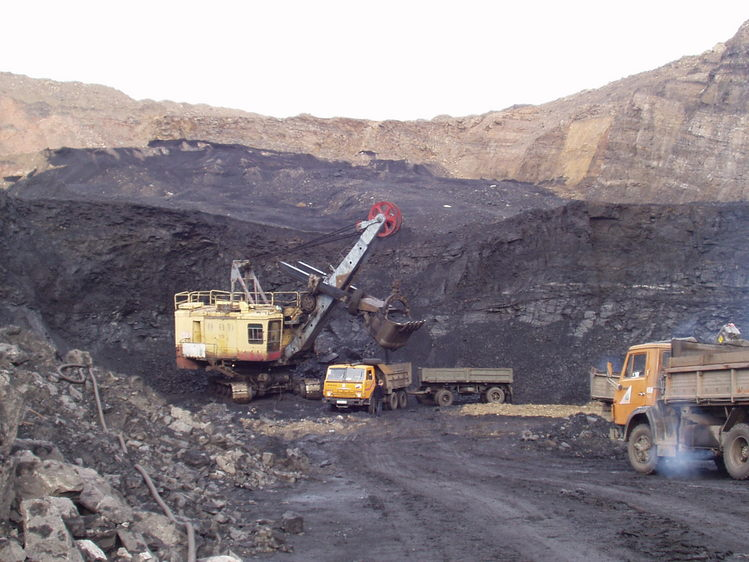
Разработка месторождения открытым способом, 2009 год

Польша — лидер среди стран-членов МЭА по доле угля в генерации энергии. Его доля составляла 69 % от общего объёма выработки в 2020 году (относительно 72 % в 2019). Правительство Польши стремилось по максимуму удовлетворить потребности национальных электростанций за счёт внутренних ресурсов, хотя объёмы импорта каменного угля тоже были высоки и равнялись почти одной четвёртой собственного производства. Цели властей способствовало сокращение выработки электричества на 8,3—8,5 % в 2019—2020 годы. Таким образом, вопреки обещаниям снизить угольную генерацию до 60 % к 2030 году, во время постковидного восстановления экономики она, наоборот, резко возросла, достигнув в 2021-м 80 % от общей выработки польских электростанций. Более того, уголь обеспечивал значительную часть жилищного отопления в Польше: 26 млн т в 2020-м или 87 % от всего угля, используемого домохозяйствами в ЕС.
Востребованность угля не мешала правительству заявлять о намерениях ограничить его выработку в поддержку политики ЕС по декарбонизации. Так, правительство намеревалось выделить €6,5 млрд на субсидии рабочим закрывающихся шахт и сократить выбросы СО2 на 59 % за 1990—2030 годы благодаря сокращению выработки угольной электроэнергии; к 2040 году планировалось ограничить долю угля в производстве энергии с 70 % до 11 %; а к 2049 году — закрыть угольных шахт одного из крупнейших европейских месторождений — Силезского. Правительство намерено потратить €6,5 млрд на поддержание работы польских угольных шахт до конца 2020-х годов. Для обеспечения энергетической безопасности страны предусматривалось сохранить до 2040-го как холодный резерв 5 угольных энергоблоков мощностью 4,2 ГВт. Но действия властей вызывают сопротивление работников отрасли и малообеспеченных жителей, которые страдают от подорожания энергии. Польские горнодобытчики утверждали, что слишком быстрое сокращение добычи угля повлечёт энергетический кризис. Даже вице-министра климата Иренеуш Зыска опасался проблем со стабильностью поставок энергии при отказе от угля. Фактически, соглашение о поэтапном отказе от добычи угля польские промышленники подписали только в апреле 2021 года.
Страна настолько зависит от угля, что, когда в мае 2021 года Международное энергетическое агентство обязало польские власти приостановить строительство новых угольных электростанций, уже существующая электростанция рядом с шахтой в Богатыне была вынуждена ввести новые мощности стоимостью около $1 млрд. Таким образом, эксперты ожидают, что к 2030 году доля топлива в выработке польской электроэнергии по-прежнему будет превышать 50 % вместо установленных ЕС 2 %.
Объявленная в феврале 2021 года польская энергетическая политика может привести к фактическому срыву планов Европейской комиссии по сокращению выбросов СО2 на 55 % к 2030 году. Высокая занятость в угледобывающем секторе сказывается на политической повестке государства. Консервативные депутаты, поддержка которых высока среди работников отрасли, не рискуют голосами электората и стараются защищать их интересы в процессе перехода к низкоуглеродной экономике. Зачастую власти не соблюдают даже согласованные сроки, например, несмотря на планы по закрытию Туровской шахты в 2021-м, правительство продлило её лицензию до 2044 года. Зависимость страны от угольной промышленности и большая занятость населения грозит спорами с другими членами ЕС, не готовыми мириться с повышенными выбросами вблизи их границ. Так, в мае 2021-го Чехия подала международный иск против Польши, электростанции которой активно используют лигнит, выделяющий при сжигании больше углекислого газа, чем другие разновидности угля. Несмотря на то, что к 2030-му для сохранения прибыльности минимум 45 % угольных электростанций правительству потребуется инвестировать около 3 млрд евро, эта сумма была в четыре раза меньше необходимых затрат на план реструктуризации энергетического сектора. Однако сохранение темпов добычи на уровне начала 2020-х годов всё равно нецелесообразно, так как к 2030-му дорогой польский уголь станет не востребован на международном рынке. Повышение европейских налогов на выбросы от выработки угольной электроэнергии уже в 2020-м вызвали в Польше самый значительный рост цен на в ЕС.
Через месяц после начала военных действий на Украине польские власти заявили о намерении за один-два месяца полностью отказаться от российского угля. Российская сторона сомневалась в реалистичности такого решения, поскольку только за первые два месяца войны через Гданьск прошло поставок на сумму €750 млн, что делало польский порт пятым в мире по объёму перевалки угля. Но премьер-министр Польши Матеуш Моравецкий в мае подтвердил намерение реализовать «самый радикальный план Европы» по «уходу от российских углеводородов». Власти также призывали ЕС ужесточить санкции и запретить импорт энергоносителей из России для стран-членов. Подобные планы заставили польских экологических активистов опасаться, что власти намереваются нарастить добычу и фактически проигнорировать цель ЕС по климатической нейтральности. Когда в конце апреля 2022 года «Газпром» прекратил поставки газа польской стороне из-за отказа платить в рублях, польские власти подтвердили намерение отсрочить закрытие ряда угольных шахт, чтобы снизить зависимость от газа.

### Румыния
Запасы каменного угля в Румынии оцениваются в примерно 2,4 млрд т, но экономически выгодно извлечение только 11 млн т. Для бурого угля эти показатели составляют 9,6 млрд т и 280 млн т, соответственно. Самым крупным бассейном страны является Олтенийский, где более 80 % запасов можно добывать открытым способом. Одним из ведущих производителей угля в стране является Oltenia Energy Complex, которая добывает 99 % бурого угля в стране. На мощностях и в карьерах холдинга занято 13 тыс. человек. Тем не менее, квоты ЕС на выбросы СО2 фактически перевели компанию в категорию убыточных: в 2018-м её потери составили €230 млн. Обязательства по приобретению разрешений на выбросы СО2 составляли половину общих эксплуатационных расходов компании, что вынуждало руководство брать кредиты и обновлять оборудование для уменьшения выбросов. К другим крупным угледобывающим компаниям Румынии относятся Complexul Energetic Hunedoara (CEH). Государственный холдинг владеет четырьмя подземными угольными шахтами в долине Жиу (Лонеа, Ливезени, Вулкан и Лупени) и двумя угольными электростанциями в Парошени и Минтиа-Дева, на долю которых приходится менее 2 % производства электроэнергии в Румынии. В 2018 году мощности CEH вырабатывали 1225 МВт, а его штат составлял около 3 тыс. сотрудников. В этот период холдинг также находился на грани банкротства: в 2016-м компания был вынуждена обратиться за дотациями государства, а уже через три года CEH снова подала заявление о неплатёжеспособности и потерях в размере 56 млн евро.
Весь выработанный уголь в Румынии используется для производства тепла и электроэнергии. Из общей полезной мощности в 19766 МВт в 2018 году уголь и мазут обеспечивали 17,2 %. В своей энергетической стратегии на 2019—2030 годы правительство Румынии ставит в приоритет диверсификацию источников энергии. С этой целью оно планировало стимулировать инвестиции в добычу нефти, ископаемого газа и бурого угля, обновлять существующие электростанции. Однако в период ковидного кризиса состояние энергетического сектора ухудшилось: общее производство электроэнергии в 2019—2020 годах сократилось на 4 ТВт⋅ч. Одновременно выработка энергии на лигните уменьшилась на 30,7 %, и страна превратилась из экспортёра электроэнергии в импортёра. Уже через год правительство подтвердило намерение реконструировать энергетический сектор, переведя все восемь угольных электростанций страны на потребление газа. Всего на развитие инфраструктуры потребуется €600 млн. Национальный план восстановления экономики оценивал зелёный переход Румынии в €41,5 млрд, часть из которых планируется получить из фонда специализированного европейского фонда Just Transition, а также займов и грантов. Документ предусматривал реформу рынка электроэнергии, разработку законодательства для внедрения инновационных технологий, снижение энергоёмкости и выбросов сектора отопления, повышение доли возобновляемых источников до 34 %, а также компенсацию в виде солнечных фотоэлектрических систем для каждого увольняемого шахтёра. Кроме того, была остановлена самая грязная угольная электростанция страны Минтиа-Дева, которая более пяти лет нарушала установленные ЕС нормы по объёму выбросов. Планировалось закрытие двух блоков станции Oltenia Energy Complex.
Кризис в энергетической сфере 2020—2021 годов повлёк перебои с отоплением в румынских городах. Например, после отключения мощностей Mintia в 2021-м отопления лишись более 4 тысяч домов, школ и общественных зданий. С началом российского вторжения на Украину в 2022-м проекты по наращиванию мощностей, использующих газ, стали нерентабельны. Ужесточение санкций против России и запрет на ввоз российского газа потребовали от Румынии наращивания собственной добычи угля и угольной генерации. Например, только на энергетическом комплексе Oltenia планировалось увеличить производство электроэнергии на 300 МВт к лету 2022-го. Но окончательные заявления властей всё ещё предусматривали поэтапный отказ от угля к 2030 году, что делало Румынию семнадцатой европейской страной с подобным планом.

### Словакия
Угольная энергетика обеспечивает 11 % производства электроэнергии Словакии, половину из них даёт расположенная на юго-востоке страны каменноугольная электростанция EVO I. Она работала на импортном полуантраците, в основном привезённом из России и Польши. Собственные запасы каменного угля в Словакии незначительны — она располагает только одним месторождением в восточной части, которое, однако, не пригодно для эксплуатации. Запасы бурого угля оцениваются в более чем в 1 млрд тонн, хотя для добычи рентабельны 135 млн т. Из них, например, только за 2018-й извлекли 1,5 млн т. Бурый уголь добывается в основном компанией Prievidza на месторождениях Цигель-Гандлова и Новаки, расположенных в регионе Верхняя Нитра, а также на месторождении Чары, расположенном в западной Словакии. 90 % добытого уходит на обеспечение работы буроугольной станции в Новаки мощностью 486 МВт и централизованного теплоснабжения. Так так пласты в Верхней Нитре залегают глубоко, добыча в стране дорогостояща, что сказывается на стоимости электроэнергии. Словаки вынуждены выплачивать около €100 млн в год по счетам за электроэнергию, чтобы субсидировать отрасль. При этом государству приходится спонсировать действующие электростанции для покрытия европейских квот на выбросы CO2. По подсчётам Объединённого исследовательского центра Европейской комиссии от 2018 года, закрытие угольной электростанции в Новаках сэкономит словацкой экономике €388 млн.
Зависимость Словакии от импортных источников энергии (64,8 %) лишь немного превышала средний показатель по ЕС в 2017 году. Но добыча угля и связанное с ней загрязнение атмосферы вызывали общественное недовольство. На тот момент более половины населения регионов добычи проживало в районах с нарушенной экологией, негативное влияющей на здоровье граждан. Завод в Новаках занимал 18-е место в Европе по объёмам загрязняющих выбросов: в 2021-м его выбросы СО2 в атмосферу достигали 1,16 млн тонн. Ликвидация предприятия сократит национальные выбросы СО2 почти на 6 % к 2030 году, что поможет Словакии выполнить свои обязательства по Парижскому соглашению.
Во время пандемии COVID-19 добыча угля в Словакии сократилась на треть до 980 тыс. тонн. На тот момент страна присоединилась к альянсу Powering Past Coal, и правительство уже согласовало поэтапный отказ от топлива к 2023 году. К тому моменту почти половина сотрудников шахт будет старше 55 лет, что позволит перевести их на досрочную пенсию. Оставшиеся около 1,5 тыс. рабочих в Верхней Нитре должны найти работу в других секторах промышленности региона, чему способствует большое количество предприятий.
Вскоре после обострения войны на Украине правительство Словакии поддержало запрет на импорт российских энергоносителей, хотя на тот период около 87 % всего используемого в стране газа, поступало из России. Кроме того, ранее министерство инвестиций Словакии рассматривало газовую электроэнергию как замену угольной для жилищного отопления. Введение эмбарго на российские энергоносители заставило власти рассматривать атомные электростанции как основной энергетический ресурс вплоть до 2035 года.

### Словения
Ресурсы лигнита и бурого угля в Словении оцениваются в 1,2 млрд тонн, залегающих близь города Веленье (358 млн т), а также регионов Засавьe (68 млн т) и Горичко (830 млн т). Однако извлекаемые запасы составляют только 109 млн тонн. В Словении разрабатывается только одно месторождение бурого угля на севере страны, где мощность пластов достигает 160 м. Выработанный на крупнейшем подземном руднике в Европе — шахта Веленье — промпродукт полностью используется на близлежащей Шоштанской электростанции. Добытые в 2018-м 3,2 млн т бурого угля обеспечили примерно 13,1 % поставок первичной энергии, доля импортного угля составила 16,3 %. Работу угледобывающего предприятия обеспечивает дочерняя компания HTZ. Специалисты холдинга планируют продолжать добычу вплоть до 2054 года, так как он является единственным пригодным для эксплуатации энергетическим ресурсом Словении. Однако уже в 2021-м руководство компании рассматривало варианты перевести шахту на более экологичное извлечение метана, организацию системы хранения энергии и умного земледелия. Через год правительство Словении представило план о поэтапном отказе от угля не позднее 2033-го, что делало страну 23-й в списке объявивших об отказе от угля.
После эскалации российско-украинского конфликта правительство Словении высказало намерение отказаться от российского импорта, несмотря на зависимость энергетического сектора от международных поставок.

### Чехия

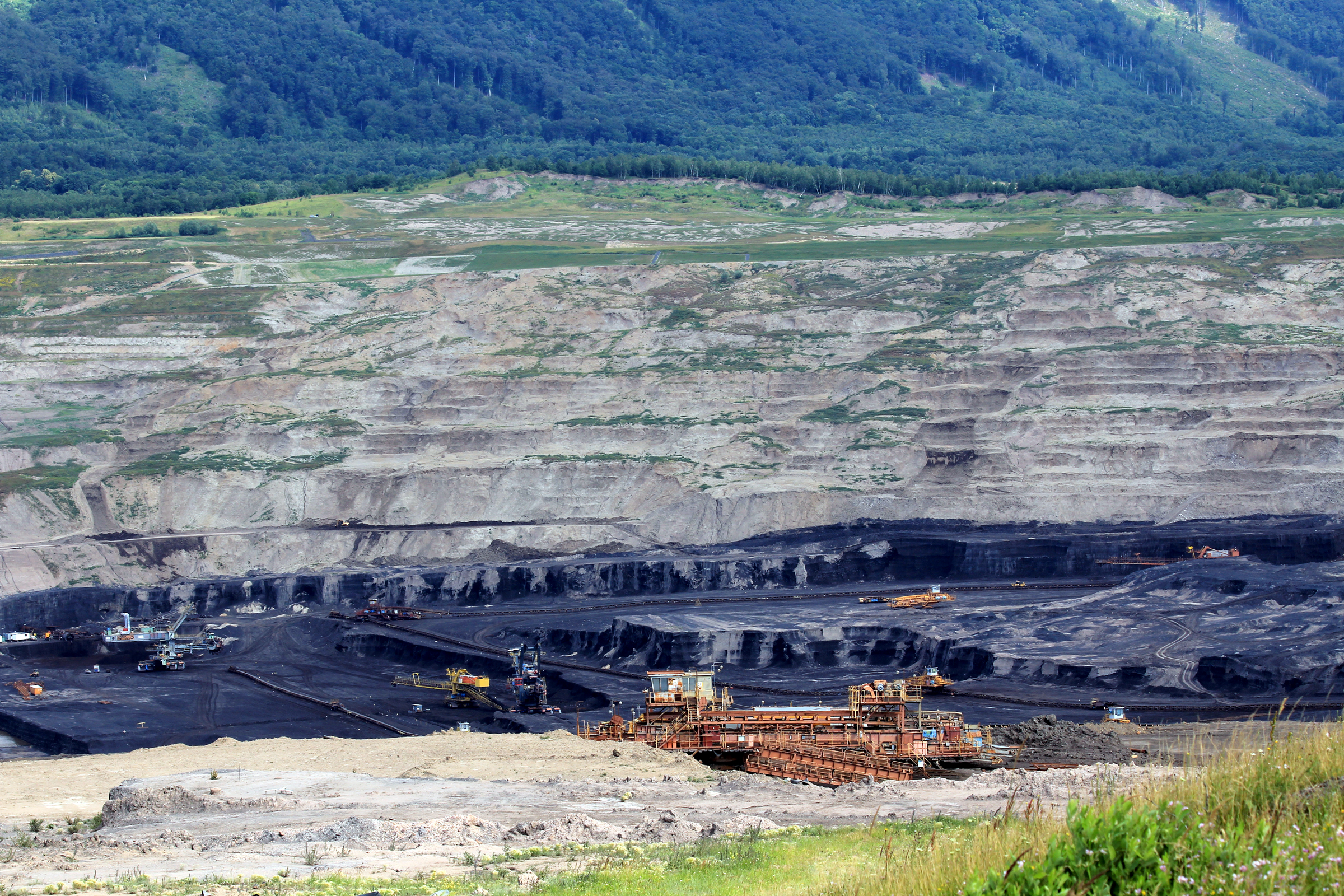
Центральная часть чешского разреза ČSA, 2016 год

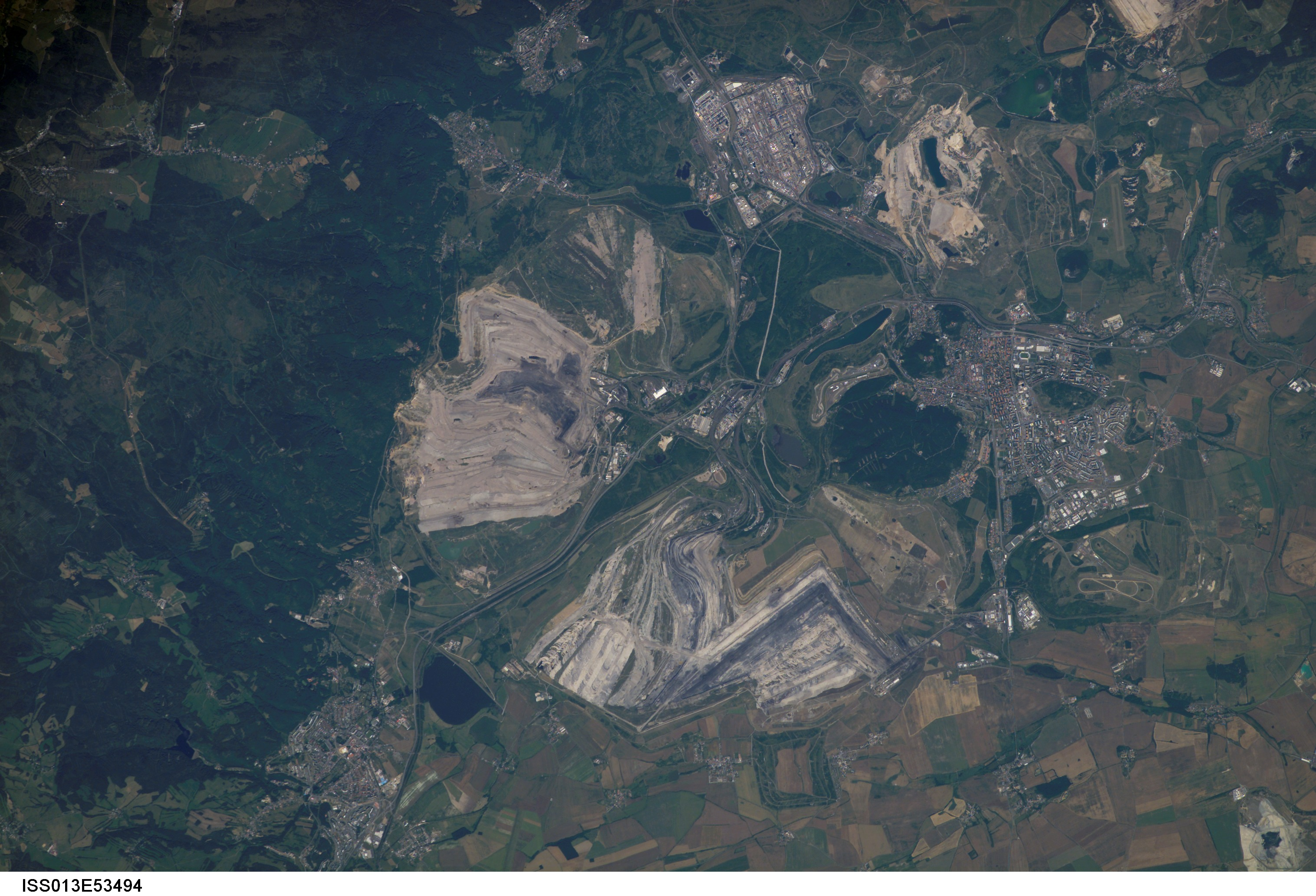
Один из чешских угольных разрезов, вид сверху, 2006 год

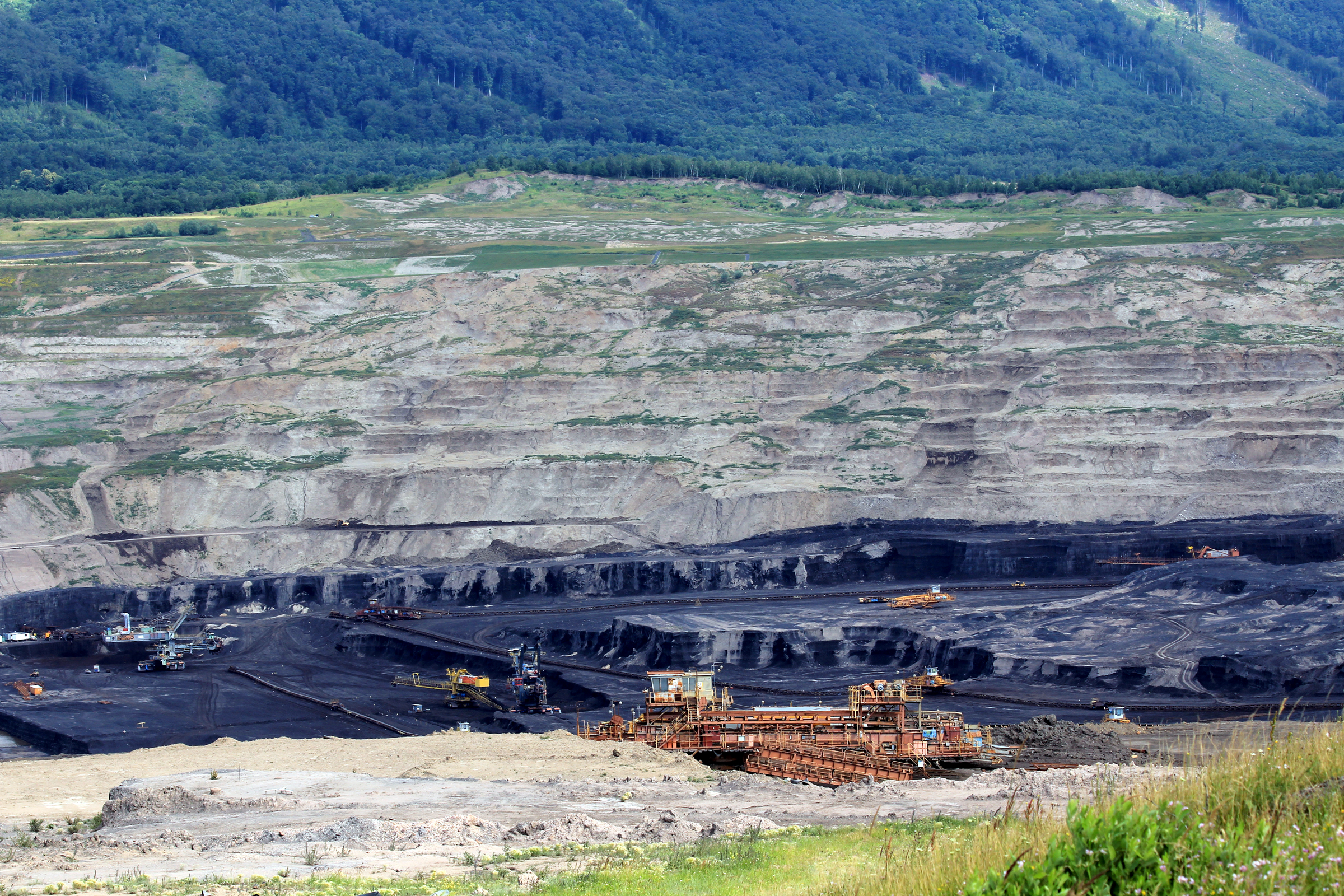
Центральная часть чешского разреза ČSA, 2016 год

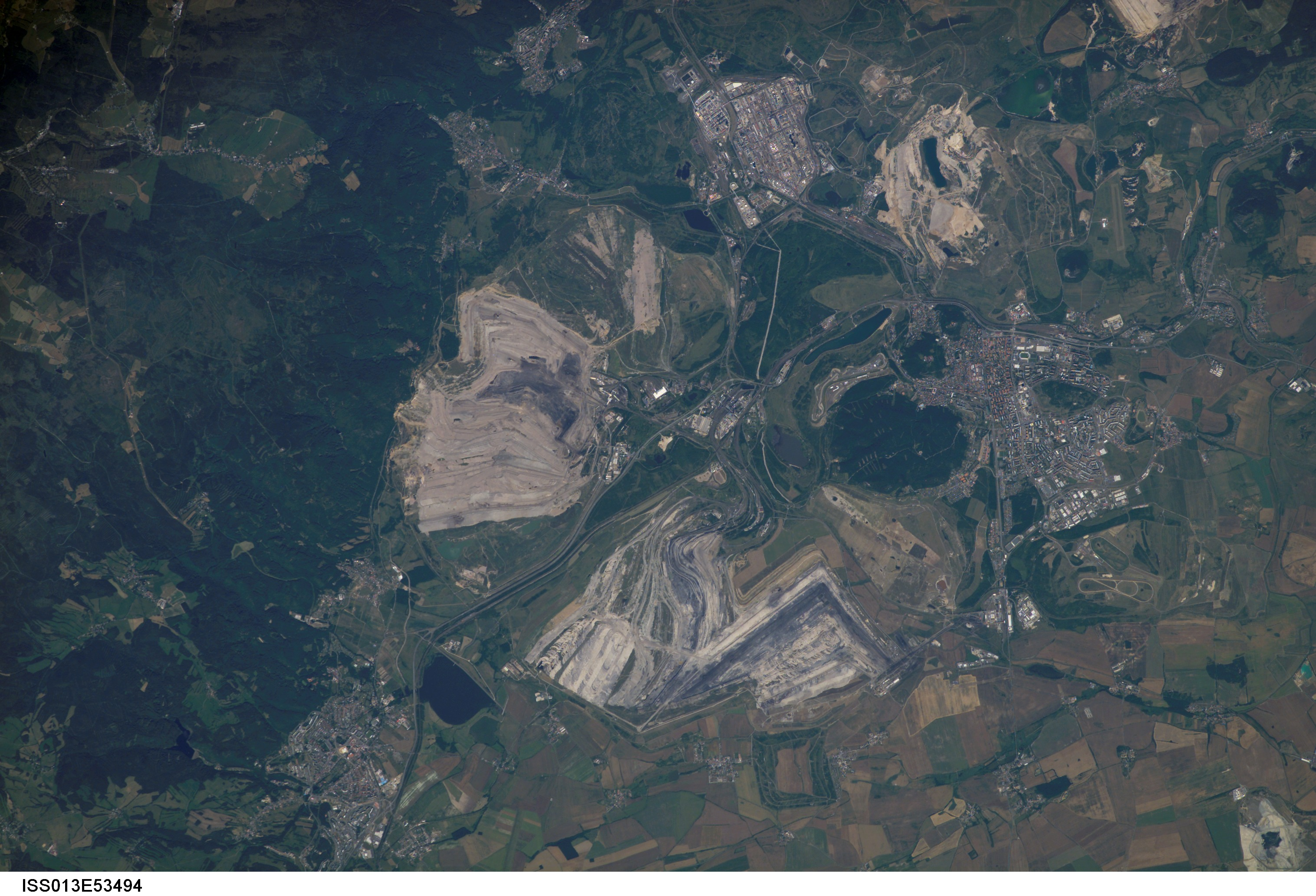
Один из чешских угольных разрезов, вид сверху, 2006 год

Уголь является единственным значительным энергетическим ресурсом в Чешской Республике: его доказанные запасы оцениваются в 705 млн тонн. Бурый уголь, на долю которого приходится более 95 % залежей, в основном добывается в северо-западе страны, а каменный уголь добывается в северной Моравии, где расположена часть одного из крупнейших европейских месторождений — Верхнесилезского. Разработкой национальных ресурсов занимаются пять угледобывающих компаний: единственный производитель каменного угля OKD, а также четыре буроугольных холдинга Severočeské doly, Vršanská uhelná (VUAS), Severní energetická (SEAS) и Sokolovská uhelná (SUAS). В 2018 году товарная добыча каменного угля OKD достигала 4,5 млн тонн, штат сотрудников — почти 7 тыс. человек, а подрядчиков — более 2 тыс. Добыча на рудниках OKD в основном ведётся очистными комбайнами в сочетании с контролируемым обрушением. За 2019—2020 годы добыча каменного угля упала на 38 %, составив 2,1 млн т (1 млн т — коксующийся).
Подавляющую часть добычи в стране обеспечивает бурый уголь: 39,2 млн т на 2018 год, 29,5 млн т — на 2020-й. Основным месторождением и крупнейшим районом добычи, охватывающим 1,4 км², является Северочешский буроугольный бассейн, расположенный у подножия Рудных гор. Пласты в этом районе залегают на глубине до 400 метров и имеют мощность 15-30 метров. Основными компаниями-добытчиками в регионе являются VUAS и SEAS, которые обеспечивают рабочие места для более трёх тысяч человек. Так, активы компании SEAS включают карьеры, запасов угля на которых достаточно для более ста лет разработки. Но фактические сроки разработки могут уменьшаться решением властей: так, в конце 2010-самому крупному из рудников холдинга — «Варшана» — отводили не более 50 лет годов эксплуатации.
Крупнейшим потребителем угля в стране является государственная коммунальная компания ČEZ. Угольные электростанции отвечали за 49,5 % национального валового производства электроэнергии в 2020-м (88,0 ТВт⋅ч). Однако национальная государственная энергетическая программа предусматривала снижение доли угля в валовом производстве электроэнергии, что было связано со снижением давления на окружающую среду. Также правительство проводило политику обновления оборудования на угольных электростанциях, чтобы производство соответствовало европейским экологическим стандартам. Например, модернизация трёх блоков крупной электростанции Prunéřov II мощностью 750 МВт позволила сократить в 2018-м выбросы СО2 на 40 %.
Большие запасы угля позволяли также экспортировать его в другие европейские страны, в основном в Словакию, Польшу, Австрию и Венгрию. При этом Чехия относится к числу энергетически зависимых стран, как и подавляющая часть ЕС. Импорт угля на 2020 год составлял только 3,3 млн т, но подавляющую часть импорта энергоносителей составляют нефть и газ (97 % на 2017-й). В начале 2022-го власти намеревались полностью отказаться от угля за одиннадцать лет. Но эскалация российско-украинского конфликта и запрет на приобретение российского ископаемого топлива могут сильно отразиться на чешской экономике. Чтобы предотвратить потери, ЕС намеревалось выделить Венгрии, Словакии, Чехии и другим государствам, не имеющим выхода к морю, около 2 млрд евро на развитие инфраструктуры возобновляемых источников энергии.

### Румыния
Запасы каменного угля в Румынии оцениваются в примерно 2,4 млрд т, но экономически выгодно извлечение только 11 млн т. Для бурого угля эти показатели составляют 9,6 млрд т и 280 млн т, соответственно. Самым крупным бассейном страны является Олтенийский, где более 80 % запасов можно добывать открытым способом. Одним из ведущих производителей угля в стране является Oltenia Energy Complex, которая добывает 99 % бурого угля в стране. На мощностях и в карьерах холдинга занято 13 тыс. человек. Тем не менее, квоты ЕС на выбросы СО2 фактически перевели компанию в категорию убыточных: в 2018-м её потери составили €230 млн. Обязательства по приобретению разрешений на выбросы СО2 составляли половину общих эксплуатационных расходов компании, что вынуждало руководство брать кредиты и обновлять оборудование для уменьшения выбросов. К другим крупным угледобывающим компаниям Румынии относятся Complexul Energetic Hunedoara (CEH). Государственный холдинг владеет четырьмя подземными угольными шахтами в долине Жиу (Лонеа, Ливезени, Вулкан и Лупени) и двумя угольными электростанциями в Парошени и Минтиа-Дева, на долю которых приходится менее 2 % производства электроэнергии в Румынии. В 2018 году мощности CEH вырабатывали 1225 МВт, а его штат составлял около 3 тыс. сотрудников. В этот период холдинг также находился на грани банкротства: в 2016-м компания был вынуждена обратиться за дотациями государства, а уже через три года CEH снова подала заявление о неплатёжеспособности и потерях в размере 56 млн евро.
Весь выработанный уголь в Румынии используется для производства тепла и электроэнергии. Из общей полезной мощности в 19766 МВт в 2018 году уголь и мазут обеспечивали 17,2 %. В своей энергетической стратегии на 2019—2030 годы правительство Румынии ставит в приоритет диверсификацию источников энергии. С этой целью оно планировало стимулировать инвестиции в добычу нефти, ископаемого газа и бурого угля, обновлять существующие электростанции. Однако в период ковидного кризиса состояние энергетического сектора ухудшилось: общее производство электроэнергии в 2019—2020 годах сократилось на 4 ТВт⋅ч. Одновременно выработка энергии на лигните уменьшилась на 30,7 %, и страна превратилась из экспортёра электроэнергии в импортёра. Уже через год правительство подтвердило намерение реконструировать энергетический сектор, переведя все восемь угольных электростанций страны на потребление газа. Всего на развитие инфраструктуры потребуется €600 млн. Национальный план восстановления экономики оценивал зелёный переход Румынии в €41,5 млрд, часть из которых планируется получить из фонда специализированного европейского фонда Just Transition, а также займов и грантов. Документ предусматривал реформу рынка электроэнергии, разработку законодательства для внедрения инновационных технологий, снижение энергоёмкости и выбросов сектора отопления, повышение доли возобновляемых источников до 34 %, а также компенсацию в виде солнечных фотоэлектрических систем для каждого увольняемого шахтёра. Кроме того, была остановлена самая грязная угольная электростанция страны Минтиа-Дева, которая более пяти лет нарушала установленные ЕС нормы по объёму выбросов. Планировалось закрытие двух блоков станции Oltenia Energy Complex.
Кризис в энергетической сфере 2020—2021 годов повлёк перебои с отоплением в румынских городах. Например, после отключения мощностей Mintia в 2021-м отопления лишись более 4 тысяч домов, школ и общественных зданий. С началом российского вторжения на Украину в 2022-м проекты по наращиванию мощностей, использующих газ, стали нерентабельны. Ужесточение санкций против России и запрет на ввоз российского газа потребовали от Румынии наращивания собственной добычи угля и угольной генерации. Например, только на энергетическом комплексе Oltenia планировалось увеличить производство электроэнергии на 300 МВт к лету 2022-го. Но окончательные заявления властей всё ещё предусматривали поэтапный отказ от угля к 2030 году, что делало Румынию семнадцатой европейской страной с подобным планом.

### Словакия
Угольная энергетика обеспечивает 11 % производства электроэнергии Словакии, половину из них даёт расположенная на юго-востоке страны каменноугольная электростанция EVO I. Она работала на импортном полуантраците, в основном привезённом из России и Польши. Собственные запасы каменного угля в Словакии незначительны — она располагает только одним месторождением в восточной части, которое, однако, не пригодно для эксплуатации. Запасы бурого угля оцениваются в более чем в 1 млрд тонн, хотя для добычи рентабельны 135 млн т. Из них, например, только за 2018-й извлекли 1,5 млн т. Бурый уголь добывается в основном компанией Prievidza на месторождениях Цигель-Гандлова и Новаки, расположенных в регионе Верхняя Нитра, а также на месторождении Чары, расположенном в западной Словакии. 90 % добытого уходит на обеспечение работы буроугольной станции в Новаки мощностью 486 МВт и централизованного теплоснабжения. Так так пласты в Верхней Нитре залегают глубоко, добыча в стране дорогостояща, что сказывается на стоимости электроэнергии. Словаки вынуждены выплачивать около €100 млн в год по счетам за электроэнергию, чтобы субсидировать отрасль. При этом государству приходится спонсировать действующие электростанции для покрытия европейских квот на выбросы CO2. По подсчётам Объединённого исследовательского центра Европейской комиссии от 2018 года, закрытие угольной электростанции в Новаках сэкономит словацкой экономике €388 млн.
Зависимость Словакии от импортных источников энергии (64,8 %) лишь немного превышала средний показатель по ЕС в 2017 году. Но добыча угля и связанное с ней загрязнение атмосферы вызывали общественное недовольство. На тот момент более половины населения регионов добычи проживало в районах с нарушенной экологией, негативное влияющей на здоровье граждан. Завод в Новаках занимал 18-е место в Европе по объёмам загрязняющих выбросов: в 2021-м его выбросы СО2 в атмосферу достигали 1,16 млн тонн. Ликвидация предприятия сократит национальные выбросы СО2 почти на 6 % к 2030 году, что поможет Словакии выполнить свои обязательства по Парижскому соглашению.
Во время пандемии COVID-19 добыча угля в Словакии сократилась на треть до 980 тыс. тонн. На тот момент страна присоединилась к альянсу Powering Past Coal, и правительство уже согласовало поэтапный отказ от топлива к 2023 году. К тому моменту почти половина сотрудников шахт будет старше 55 лет, что позволит перевести их на досрочную пенсию. Оставшиеся около 1,5 тыс. рабочих в Верхней Нитре должны найти работу в других секторах промышленности региона, чему способствует большое количество предприятий.
Вскоре после обострения войны на Украине правительство Словакии поддержало запрет на импорт российских энергоносителей, хотя на тот период около 87 % всего используемого в стране газа, поступало из России. Кроме того, ранее министерство инвестиций Словакии рассматривало газовую электроэнергию как замену угольной для жилищного отопления. Введение эмбарго на российские энергоносители заставило власти рассматривать атомные электростанции как основной энергетический ресурс вплоть до 2035 года.

### Словения
Ресурсы лигнита и бурого угля в Словении оцениваются в 1,2 млрд тонн, залегающих близь города Веленье (358 млн т), а также регионов Засавьe (68 млн т) и Горичко (830 млн т). Однако извлекаемые запасы составляют только 109 млн тонн. В Словении разрабатывается только одно месторождение бурого угля на севере страны, где мощность пластов достигает 160 м. Выработанный на крупнейшем подземном руднике в Европе — шахта Веленье — промпродукт полностью используется на близлежащей Шоштанской электростанции. Добытые в 2018-м 3,2 млн т бурого угля обеспечили примерно 13,1 % поставок первичной энергии, доля импортного угля составила 16,3 %. Работу угледобывающего предприятия обеспечивает дочерняя компания HTZ. Специалисты холдинга планируют продолжать добычу вплоть до 2054 года, так как он является единственным пригодным для эксплуатации энергетическим ресурсом Словении. Однако уже в 2021-м руководство компании рассматривало варианты перевести шахту на более экологичное извлечение метана, организацию системы хранения энергии и умного земледелия. Через год правительство Словении представило план о поэтапном отказе от угля не позднее 2033-го, что делало страну 23-й в списке объявивших об отказе от угля.
После эскалации российско-украинского конфликта правительство Словении высказало намерение отказаться от российского импорта, несмотря на зависимость энергетического сектора от международных поставок.

### Чехия
Уголь является единственным значительным энергетическим ресурсом в Чешской Республике: его доказанные запасы оцениваются в 705 млн тонн. Бурый уголь, на долю которого приходится более 95 % залежей, в основном добывается в северо-западе страны, а каменный уголь добывается в северной Моравии, где расположена часть одного из крупнейших европейских месторождений — Верхнесилезского. Разработкой национальных ресурсов занимаются пять угледобывающих компаний: единственный производитель каменного угля OKD, а также четыре буроугольных холдинга Severočeské doly, Vršanská uhelná (VUAS), Severní energetická (SEAS) и Sokolovská uhelná (SUAS). В 2018 году товарная добыча каменного угля OKD достигала 4,5 млн тонн, штат сотрудников — почти 7 тыс. человек, а подрядчиков — более 2 тыс. Добыча на рудниках OKD в основном ведётся очистными комбайнами в сочетании с контролируемым обрушением. За 2019—2020 годы добыча каменного угля упала на 38 %, составив 2,1 млн т (1 млн т — коксующийся).
Подавляющую часть добычи в стране обеспечивает бурый уголь: 39,2 млн т на 2018 год, 29,5 млн т — на 2020-й. Основным месторождением и крупнейшим районом добычи, охватывающим 1,4 км², является Северочешский буроугольный бассейн, расположенный у подножия Рудных гор. Пласты в этом районе залегают на глубине до 400 метров и имеют мощность 15-30 метров. Основными компаниями-добытчиками в регионе являются VUAS и SEAS, которые обеспечивают рабочие места для более трёх тысяч человек. Так, активы компании SEAS включают карьеры, запасов угля на которых достаточно для более ста лет разработки. Но фактические сроки разработки могут уменьшаться решением властей: так, в конце 2010-самому крупному из рудников холдинга — «Варшана» — отводили не более 50 лет годов эксплуатации.
Крупнейшим потребителем угля в стране является государственная коммунальная компания ČEZ. Угольные электростанции отвечали за 49,5 % национального валового производства электроэнергии в 2020-м (88,0 ТВт⋅ч). Однако национальная государственная энергетическая программа предусматривала снижение доли угля в валовом производстве электроэнергии, что было связано со снижением давления на окружающую среду. Также правительство проводило политику обновления оборудования на угольных электростанциях, чтобы производство соответствовало европейским экологическим стандартам. Например, модернизация трёх блоков крупной электростанции Prunéřov II мощностью 750 МВт позволила сократить в 2018-м выбросы СО2 на 40 %.
Большие запасы угля позволяли также экспортировать его в другие европейские страны, в основном в Словакию, Польшу, Австрию и Венгрию. При этом Чехия относится к числу энергетически зависимых стран, как и подавляющая часть ЕС. Импорт угля на 2020 год составлял только 3,3 млн т, но подавляющую часть импорта энергоносителей составляют нефть и газ (97 % на 2017-й). В начале 2022-го власти намеревались полностью отказаться от угля за одиннадцать лет. Но эскалация российско-украинского конфликта и запрет на приобретение российского ископаемого топлива могут сильно отразиться на чешской экономике. Чтобы предотвратить потери, ЕС намеревалось выделить Венгрии, Словакии, Чехии и другим государствам, не имеющим выхода к морю, около 2 млрд евро на развитие инфраструктуры возобновляемых источников энергии.

## Остальные страны Восточной Европы
Среди стран Восточной Европы в ЕС не входят Молдова, Россия и Украина. Из них две последние являются крупнейшими угледобывающими регионами. Однако с весны 2014 года конфликт на Донбассе оставил Украину без контроля над угледобывающими активами на оккупированных территориях Донецкой и Луганской областей, где расположены все антрацитовые шахты. К 2017-му национальные электростанции были переведены с использования антрацитов на менее энергоёмкий уголь. Объёмы угледобычи на территориях, контролируемых ДНР и ЛНР, неизвестны. Предположительно, часть выработанных антрацитов отправляется на продажу через Россию и Абхазию. СМИ сообщали о задержках зарплат шахрёрам на оккупированных территориях и арестах протестующих горняков, коррупции и проблема с инфраструктурой.

### Россия
В 2020 году власти заявляли, что балансовые запасы угля в России достигают 275,5 млрд тонн на 146 разведанных отдельных месторождениях. Таким образом, по запасам угля страна занимала второе место в мире после США. Но только 17 % запасов осваивалось, остальные располагались в труднодоступных территориях или в суровых климатических условиях. Основные запасы были сосредоточены в Западной и Восточной Сибири, тогда как на Дальневосточный регион приходилось только 28 %, на европейскую и уральскую части страны — 6 %. Наибольшая часть запасов (более 80 %) сосредоточена в Сибири, в частности в Кемеровской области расположено 44,2 % от общего объёма запасов. Крупнейшим бассейном является Канско-Ачинский, заключающий свыше 80 % запасов бурых углей, главным образом в месторождениях Бородинское, Березовское и Назаровское, Абанское, Итатское, Урюпское и Барандатское. В Кузнецком бассейне заключено 70 млрд т угля, половина из которого — коксующийся. Вместе Кузнецкий и Канско-Ачинский бассейны обеспечивают 70 % всех угольных запасов России. Также к крупным ресурсным базам относятся Печорский бассейн и (частично) Донецкий бассейн, Южно-Якутский бассейн, Минусинский угольный бассейн.
Добычу в стране ведут в основном недорогим открытым способом: за 2010—2019 годы доля открытой разработки выросла с 68 % до 79 %. Наибольшая концентрация разрезов и шахт приходится на территорию Кузнецкого бассейна, где добывают 57—58 % от общенационального показателя. В 2019-м всего российские производители извлекли 441,4 млн т, что стало тридцатилетним рекордом. После пандемии COVID-19 показатель сократился до 402,1 млн т, но через год восстановился до 439 млн т.
Активная угледобыча связана с резким ухудшением экологии и непрекращающимися протестными акциями местных жителей. Только в Кемеровской области на 2020-й более 200 тысяч жителей проживали на территориях, подлежащих расселению. Одним из центров экологического бедствия в регионе являлся Киселёвск, где угольные разрезы находятся на расстоянии нескольких метров от жилых домов, регулярны подземные пожары и превышены нормы вредных примесей в воздухе. Кроме того, на качество воздуха негативно сказывается работа ТЭС: из-за массового устаревания оборудования средняя российская ТЭС выбрасывает в атмосферу больше вредных веществ, чем китайская. На 2018-й ежегодные выбросы СО2 на подобных предприятиях в России составили 190 млн т (12,7 % от общего объёма эмиссий). Предприятия ежегодно выбрасывают 22 млн т золошлаковых отходов, из которых утилизируют только 10—15 %, против 64 % в США и 97 % в Японии. В результате на 2019-й площадь накопленных золоотвалов в России была сопоставима с площадью Мальты. Уголь ухудшает атмосферу не только в регионах добычи: в портовых городах, как Владивосток и Находка, где запасы угля складируют в больших объёмах перед отправкой на экспорт, угольная пыль попадает в воздух во время перевалки. Задымлённость пылью так велика, что «угольные облака» видны из космоса.
Значительная часть российского угля уходит на экспорт: на 2020 год Россия занимала третье в мире место по объёму экспорта угля, обеспечивая 16 % глобальных поставок или 212,2 млн т. Россия является также крупнейшим поставщиком энергетического угля в страны Европы. По данным Евростата, в 2021 году страна поставила в страны-члены ЕС 36 млн т энергетического угля или 70 % от общего импорта. Десятью годами ранее этот показатель был вдвое меньше и составлял только 35 %. Нападение России на Украину изменило отношение европейцев к закупкам российских энергоносителей. Пятый пакет санкций, принятых ЕС, ввёл с августа 2022 года запрет на импорт угля из страны-агрессора. Даже Германия, экономика которой до конфликта наиболее зависела от российских поставок, подтвердила планы полностью отказаться от поставок из России.
Российские угледобытчики были вынуждены искать новые направления экспорта для примерно 82 млн т, ранее ввозившихся на Украину и в страны Европы. Чтобы конкурировать с поставщиками из других стран, им также пришлось снизить цены, что привлекло китайские компании. В результате российский импорт угля в Китай почти удвоился в период с марта по апрель 2022 года, достигнув 4,42 млн т. Россия обогнала Австралию, став вторым по величине поставщиком Китая, обеспечивая 19 % китайского импорта. Однако переориентация транспортировок внутри России привела к перегруженности железных дорог и логистическому кризису. Уже за первый квартал 2022 года предприятия Кузбасса отгрузили угля на 18 % меньше, чем планировалось. Это грозило срывом контрактных обязательств перед азиатскими партнёрами, штрафами и разрывом соглашений.

### Украина
Украина обладает значительными запасами угля — 34,4 млрд тонн в Донецком, Днепровском и Львовско-Волынском бассейнах, а также Днепровско-Донецком и Закарпатском. Таким образом, страна занимает седьмое место в мире после США, Китая, Индии, России и Австралии по доказанным запасам. Из них 70 % приходится на энергетический уголь и 30 % — на коксующийся. Месторождения каменного угля на Украине характеризуются малой мощностью пластов (0,8-1 м) и большой глубиной (от 0,5 до 1 км). По данным секретариата Кабинета министров Украины, на территории страны существует 102 государственные угольные шахты, но большинство из них расположены на временно оккупированных территориях. В 2018 году добыча угля украинскими компаниями велась только на 47 шахтах, общая выработка которых составляла 26,1 млн тонн (21,6 млн т — энергетического угля и 4,6 млн тонн — коксующегося). Из всех действующих украинских шахт 33 являлись государственными, из них только 4 — прибыльными. Крупнейшая частная энергетическая компания Украины ДТЭК Энергия, которая управляет шестнадцатью угольными шахтами и пятью обогатительными фабриками, добыла 24,1 млн тонн угля.
В 1986—2020 годах производство угля на Украине сокращалось неравномерно: если до 1990-го шахты региона вырабатывали в общем не менее 150 млн т, то в течение последующих шести кризисных лет показатель резко сократился до около 50 млн т. В 1996—2010 годах в стране вырабатывали стабильно около 50—60 млн тонн, но за следующие десять лет показатель уменьшился почти в два раза. На 2020-й добыча угля в стране составляла 24 млн т, что стало рекордно низким уровнем за предыдущие 35 лет. По другим данным, добыча сократилась ещё сильнее до 22,3 млн т.
В 2018 году около одной трети от общего объёма поставок первичной энергии в стране обеспечивал уголь (31,2 %). Крупнейшими операторами угольных электростанций являлись частная ДТЭК Энерго (общая мощность предприятий 16,3 ГВт), государственная Центрэнерго (7,6 ГВт), а также частная Донбассэнерго (880 МВт). Принятая правительством Энергетическая стратегия страны прогнозировала сохранение угольной генерации на уровне 16,1 % в 2025-м и 14,3 % в 2030 году. Тем не менее политики ЕС настаивали, чтобы страна присоединилась к «Европейскому зелёному соглашению» и в перспективе — к Европейской системе торговли квотами на выбросы парниковых газов.
Несмотря на конфликт на востоке страны, украинские предприятия были вынуждены закупать уголь у российских поставщиков. Из ввезённых в 2018-м 5,5 млн т промпродукта наибольшая доля поступила из России (4,1 млн тонн). Для сравнения, другие крупные поставщики, такие как США и ЮАР, ввезли только 0,8 млн и 0,3 млн т, соответственно. Предположительно, часть закупаемого у России антрацита на самом деле производили на оккупированных территориях Донбасса. Российские власти использовали энергетическую зависимость украинской стороны как один из рычагов влияния, поэтому та стремилась завершить синхронизацию своей энергосистемы с европейской электросетью. Однако на конец 2021-го страна была близка к энергетическому кризису из-за нехватки подорожавшего газа, холодной зимы, сокращения собственного производства угля и его импортных поставок.
За первые три месяца российского нападения в 2022 году добыча угля на государственных шахтах Украины упала примерно на треть. Но власти планировали к началу отопительного сезона обеспечить запас в минимум 2 млн т. Тем не менее, инфраструктура страны сильно пострадала: российские войска разрушили более 200 котельных и повредили Кременчугскую, Черниговскую, Ахтырскую, Северодонецкую ТЭЦ, Луганскую ТЭС. Под оккупацией находились минимум три ТЭС; Запорожская, Славянская ТЭС и Харьковская ТЭЦ остановили работу из-за нехватки угля; пути поставок к ряду других станций были заблокированы. В середине июня власти страны объявили запрет на вывоз угля, газа и мазута на экспорт из-за подготовки к зиме.

### Молдова
Молдова считается бедной ресурсами страной из-за отсутствия важных запасов угля, газа или нефти. Несмотря на ограниченные запасы лигнита, на 2018 год в Молдове не велась добыча угля, а используемые для производства энергии 0,9 млн тонн нефтяного эквивалента приходилось импортировать.

### Грузия
На территории Грузии находится относительно небольшое количество месторождений угля. Наиболее рентабельным считается Ткибули-Шаорское месторождение. Запасы угля в Грузии в январе 2021 года составили 6 700 тонн, общий объём лицензированных запасов каменного угля составляет 331 млн.тонн.

### Казахстан
Казахстан занимает девятое место в мире по добыче угля, его запасы на 2020 год оценивались в 25,6 млрд тонн. В стране насчитывается более 400 угольных месторождений, расположенных в центральных и северных регионах страны. Самые крупные из них находятся в Карагандинском, Экибастузском, Майкубенском и Кушокинском бассейнах. Двумя крупнейшими из них являются Экибастузский и Карагандинский, в первом из которых открытым способом добывается 90 % угля страны. По угледобыче лидировали Павлодарская (6,3 млн т), Карагандинская (2,9 млн тонн) и Восточно-Казахстанская (854,2 тыс. тонн) области.
Ежегодная добыча угля в Казахстане растёт: за 2007—2016 год она выросла на 13,5 %, достигнув 75,4 млн т. Через четыре года в стране добывали уже 113,4 млн тонн угля. В 2021-м только за первое полугодие предприятия Казахстана выработали 62,8 млн т. Таким образом, национальные горнодобывающие предприятия практически полностью покрывали потребность страны в угле, ещё 16 млн т отправили на экспорт в Россию, Беларусь и на Украину. Через территорию Казахстана также регулярно проходили импортные поставки российского угля, однако изменение политической обстановки из-за военного нападения России на Украину власти Казахстана начали ограничивать транзит российского угля. Так, во второй половине июня стало известно, что были задержаны 1700 вагонов, позднее власти опровергли эту информацию.
Так как на 2021 год уголь обеспечивал 70 % от общего потребления энергии в стране, он играет важную роль в экономике страны. Для сравнения нефть и газ обеспечивали только 20 и 21 % соответственно. Выработка угольных электростанций в этот период превышала 66 млрд кВт⋅ч. Несмотря на это и на большое количество рабочих, занятых в сфере (порядка 30 тыс. человек), власти страны декларируют намерение полностью отказаться от использования угля к 2060 году. Тем не менее эксперты сомневаются, что стране удастся легко осуществить переход к низкоуглеродной экономике.

## Остальные страны Северной Европы

### Исландия
Исландия около 85 % от общего объёма первичной энергии получает из местных возобновляемых источников. Это самая высокая доля природной энергии в энергетическом балансе в мире. Ещё 1970-х годах рост цен на нефть и стремление к энергетической независимости подтолкнули власти к переходу на геотермальные энергосистемы, а также электрическому отоплению в отдельных регионах. На 2022 год ежегодное потребление каменного угля в стране лишь немного превышало 1 млн т.

### Норвегия
На 2015 год Норвегия являлась страной-экспортёром угля. Хотя уже тогда в стране действовали только две шахты, они вырабатывали больше фактической потребности страны (1,1 млн т против 0,8 млн т). Рудниками Лункефьелле и «Шахта 7» (норв. Lunckefjell и Gruve 7) на Шпицбергене управляла дочерняя структура государственной корпорации Store Norske — Kulkompani AS. Управляющая структура не получала субсидий с 2002 года, а власти ограничивали добычу строгими и экологическими нормами. И в 2017-м снижение цен на уголь привело к закрытию шахты Lunckefjell. Последняя работающая шахта страны добывала в этот период около 150 тыс. т угля, но только в летний период. В результате, чтобы обеспечить круглогодичные поставки, руководству угольных электростанций приходилось закупать топливо у международных экспортёров. За время пандемии COVID-19 добыча угля в Норвегии сократилась почти вдвое: если за 2019-й было добыто 133 тыс. коротких тонн, то за 2020-й только до 76 тысяч.
Последнюю шахту страны горнодобывающая компания Store Norske решила закрыть в 2023 году, что привело к ликвидации всего 80 рабочих мест. В последние два года работы компания стремилась воспользоваться высокими мировыми ценами на промпродукт, увеличив ежегодную выработку с 90 тыс. т до 125 тыс. Остановка норвежской добычи вызывала опасения экспертов, так как это могло способствовать наращиванию на этой территории разработки другими странами, что позволял Договору о Шпицбергене от 1920 года.

### Великобритания
В Великобритании выявлены ресурсы каменного угля в размере 3 910 млн т, хотя, предположительно, они могут достигать 187 млрд т. При этом только 33 млн т запасов относятся к действовавшим на 2018-й шахтам, ещё 344 млн т — к планируемым. При этом к 2018-му четыре работающие шахты в Англии и Уэльсе добыли всего 25 тыс. тонн. Открытая добыча велась в карьерах центральной и северной Англии, Южном Уэльсе и южной Шотландии. Все горнодобывающие предприятия страны, среди которых к наиболее крупным относились Banks Group, Celtic Energy, Hargreaves Services и Merthyr, обеспечивали в этот период 2,6 млн т угля. Запасы лигнита в стране достигали 1 млрд т, хотя его добыча не велась. Из-за малых объёмов выработки масштабные угольные ресурсы не имели фактического значения для экономики страны, а власти стремились вытеснить промпродукт из энергетического баланса. Так, только за 2014—2018 годы потребность в угле сократилась на 75 % до 11,9 млн т, в добыче угля было занято только около тысячи человек. Импорт практически полностью покрывал общую потребность страны в угле. Россия и США являлись основными поставщиками, обеспечивая 81 % всего импорта. Однако незначительную часть каменного угля экспортировали из Великобритании — 0,6 млн тонн.
Благодаря развитой нефтяной промышленности зависимость Великобритании от импорта энергии в 2018 году составила только 36 %, что значительно ниже среднего показателя по ЕС. При этом страна являлась третьим после Германии и Франции крупнейшим потребителем энергии в ЕС. Из общего расхода первичной энергии в 273,5 млн т угольного эквивалента собственного уголь обеспечил только 4,4 %. На их выработку уходило 6,7 млн т. Причиной этому стало закрытие большого числа угольных электростанций из-за повышенного налогообложения, введённого в 2013 году на выбросы углерода. Фактически оно добавляло к стоимости угольной генерации 42 фунта стерлингов на каждую потраченную тонну угля вдобавок к стоимости разрешений в рамках европейских квот на выбросы (ETS). К ноябрю 2019 года действовали только 6 электростанций: Абертау (1 560 МВт), Фиддлерс Фэрри (1 455 МВт), Дракс (два блока по 660 МВт), Килрут (560 МВт), Ratcliffe-on-Soar Power Station (2 000 МВт) и Бёртон (2 000 МВт). Через полгода стало известно о закрытии первых двух, ещё две получили государственное финансирование для перевода части мощностей на сжигание биомассы. Практически одновременно правительство Великобритании объявило о намерении отказаться от производства электроэнергии из углу к 1 октября 2025 года.
В 2020 году на долю угля приходилось лишь 1,8 % британского электроэнергетического баланса по сравнению с 40 % восемью годами ранее. B 2021 году правительство Великобритании приблизило дату полного исключения угля из энергетического баланса страны на целый год — до 2024 года. Однако из-за роста цен на газ в 2021—2022 годах и запрет на российские энергоносители эксперты предполагали, что закрытие некоторых угольных электростанций отложат, чтобы обеспечить электроснабжение. Уже к сентябрю 2021-го доля угля в энергетическом балансе страны возросла до 2,2 %.

## Остальные страны Южной Европы
Регионы Западных Балкан, где ведётся добыча угля или используется уголь в энергетических целях:
Тузланский кантон, Средне Босанский кантон, Зеничко-Добойский кантон, Углевикский район, Гацко район
Косово
Приштинская область
Черногория
Плевля район
Северная Македония
Битола район, район Кичево
Сербия
Костолацкий край, Колубарский край, Обреновацкий край, Поморавльский край
В соседних с ЕС балканских странах уголь добывают в Боснии и Герцеговине, Косово, Черногории, Северной Македонии и Сербии. В период с 1990 по 2019 год выработка угля в регионе увеличилась: с 54,5 млн т до 67,4 млн т. В 1990-м добычу вели только три страны региона: Северная Македония, Сербия и Албания, последняя из них остановила разработку угольных ресурсов в 2013-м. С появлением новых независимых государств в 1990-х годах к числу угледобывающих государств добавились Косово (с 2000 года), Черногория (2005 год) и Босния и Герцеговина (2014). В Албании, Черногории, Северной Македонии и Косово производство никогда не превышало 10 млн тонн в год. Крупнейшая добыча была развёрнута в Сербии, откуда происходило более половины западно-балканского угля (38,8 млн т в 2019 году).
Шесть западно-балканских стран, включая бывшие югославские республики и Албанию, в значительной степени зависят от угля. В 2019 году страны, производящие бурый уголь, использовали не менее 96 % своего потребления бурого угля для производства электроэнергии и тепла. И на промпродукт приходилось 63 % от общего объёма электроэнергии, произведённой на Западных Балканах (47 тыс. ГВтч). На страновом уровне лигнит обеспечивал более половины электроэнергии в четырёх из шести стран (Северная Македония, 60 %; Босния и Герцеговина, 63 %; Сербия, 68 %; Косово, 95 %). Для вступления в Европейский союз, к которому стремятся страны региона, им придётся резко сократить эту зависимость.
Развитая угольная промышленность Западных Балкан связана с высокой загрязнённостью воздуха: на западе региона в 2021-м фиксировали самое большое в Европе количество примесей в воздухе. Для переориентации угледобывающих стран с переходной экономикой в 2020-м была подписана Софийская декларация и запущена специальная программа ЕС. Инициатива предоставит открытую платформу, позволяющую обмениваться опытом. Тем не менее на 2022-й угольная промышленность оставалась важной экономической отраслью в регионе.

### Босния и Герцеговина

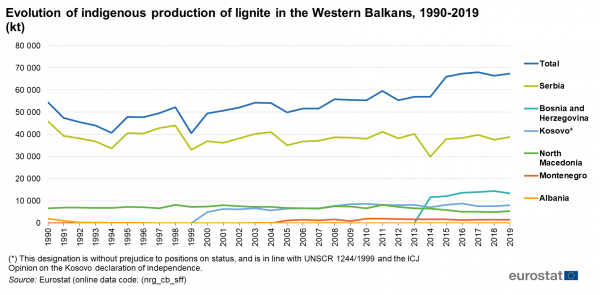
Добыч÷а лигнита в странах Западных Балкан, 1990—2019 годы

В Боснии и Герцеговине имеются значительные запасы бурого угля: только по официальным оценкам они составляют около 5 млрд т. Однако пригодные к эксплуатации ресурсы составляют меньше половины — 2 млрд т, из которых ежегодно извлекают около 15 млн т. Предположительно, при таком уровне добычи запасов в стране хватит на 250 лет разработки. Однако политика ЕС по отказу от угольной генерации стимулирует власти Боснии и Герцеговины реализовывать поэтапный отказ от угля: они планируют ликвидировать все угольные шахты и электростанции к 2050 году. Только в 2021-м правительство Федерации передало 7 из 11 работающих угольных шахт Боснии в собственность компании Elektroprivreda BiH, которая обязалась переориентировать и модернизировать производство, инвестировав $497 млн. Однако зависимость страны от угля и большое количество угольных рабочих (более 17 тыс. человек) препятствуют переходу к зелёной экономике. В результате попытки Elektroprivreda BiH сократить штат шахт с 7 до 5,2 тыс. человек и урезать ставку привели к массовым протестам в Сараево.
Природные гидроэнергетические ресурсы и запасы угля обеспечивали преимущество страны в энергетической сфере. 75 % электроэнергии в Боснии и Герцеговине вырабатывается на угольных электростанциях. Большинство из них должны устареть до 2031 году, что стимулирует обновление предприятий. Однако к 2021-му был реализован только один крупный проект: китайская компания Dongfang International Corporation завершила строительство угольной электростанции Станари. Также разрабатывался проект модернизации электростанции в Тузле стоимостью $850 млн, реализация которого была отложена на неопределённый срок. В 2022-м стало известно, что власти страны продлевают срок службы угольных электростанций в нарушение Договора об энергетическом сообществе.

### Сербия
Сербия обладает значительными запасами извлекаемого бурого угля: более чем в 7 млрд тонн. Среди европейских стран бо́льшими запасами обладают только Германия и Турция. Ежегодно в Сербии добывается от 35-40 млн т угля. Он играет значительную роль в энергетическом балансе страны: доля лигнита составляла 71 % в производстве электроэнергии в 2018 году, тогда как на долю второго по значимости ресурса — гидроэнергии — приходилось 26,3 %. Государство полностью контролирует генерацию энергии через компанию-монополиста ЭЭС и её дочерних компаний. Они обеспечивают работу для более 29 тыс. человек и вместе составляют крупнейший холдинг в Сербии. Горняки добывают бурый уголь в Колубарском и Костолацком угольных бассейнах. На первый из них площадью 600 км² приходится 75 % добычи бурого угля в стране.
В Сербии постепенно растёт доля инвестиций в возобновляемые источники энергии. Например, в мае 2019 года недалеко от Белграда при финансовой поддержке Европейского банка реконструкции и развития были введены в эксплуатацию ветряная электростанция Чибук 1 мощностью 158 МВт иветропарк Ковачица мощностью 104,5 МВт. Тем не менее новые мощности были значительно меньше существующих угольных: только буроугольные электростанции страны вырабатывали в общем 4 079 МВт. На 2020 год энергетическая стратегия Сербии предусматривала сохранение высокого процента угольной энергии. Такой подход ведёт к повышенному загрязнению окружающей среды: большинство угольных электростанций страны работают на особенно грязном буром угле. Они были построены в основном в 1950-х годах и устарели. Так, три из крупнейших заводов страны входят в число основных источников вредных выбросов Европы. Условия работы на шахтах также негативно сказываются на здоровье местных горняков: по словам жителей, вышедшие на пенсию шахтёры редко живут больше года.

### Косово
В 2021 в Косово сохранялись одни из самых низких тарифов на электроэнергию в Европе: если в среднем по региону они составляли 21,6 евро за каждые 100 кВт⋅ч, то в частично признанной республике только 6,1 евро. Это было возможно благодаря развитой угольной промышленности в стране, обеспечивающей электростанции региона недорогим топливом. Косово занимает пятое место в мире по запасам бурого угля, составляющим 12-14 миллиардов тонн. В Косовском бассейне ведётся разработка двух карьеров Бард и Мираш. Эксплуатация осуществляется государственной горнодобывающей и энергетической компанией Kosovo Energy Corporation. На 2016-й в стране добывалось более 8,8 млн т угля.
Две угольные электростанции на территории Косовского бассейна вырабатывают около 90 % электроэнергии страны. Ожидается, что к 2028 году заводы страны не будут соответствовать законам ЕС о загрязнении, так как их оборудование заметно устареет. Однако уже на 2021-й повышенное загрязнение воздуха угольной пылью вызывало проблемы со здоровьем у местных жителей. В отчёте Всемирного банка за 2019 год говорится, что загрязнение воздуха ежегодно убивает около 760 человек в Косово (для сравнения общее население составляло всего 1,8 млн человек). В ориентированных на добычу угля регионах фиксируют на 30 % больше пациентов с хроническими респираторными заболеваниями и на 30 % больше случаев злокачественных опухолей, чем в других частях Косово.

### Северная Македония
На начало 2020-х годов в стране действовало две угольные электростанции общей установленной мощностью 825 МВт или около 70 % всех мощностей в стране. Экономически выгодные для извлечения запасы угля должны были обеспечить 15-20 лет разработки при сохранении уровня добычи на том же уровне (7 млн т/год). В июне 2021 года правительство страны заявило о своём намерении отказаться от угольной электроэнергии в течение шести лет и присоединилось к Альянсу Powering Past Coal Alliance (PPCA). Однако рост цен на электроэнергию и промтопливо, а также засушливые сезоны привели к тому, что правительство страны объявило о состоянии энергетического кризиса 9 ноября 2021 года. Практически одновременно стало известно, что власти решили увеличить добычу и импорт угля, чтобы обеспечить поставки электроэнергии.

### Черногория
Добыча угля в Черногории на 2020 год превышала 1,6 млн тонн, из которых подавляющее большинство составлял лигнит. Доказанные запасы Черногории более чем в сто раз превышают годовое потребление. При этом подавляющее большинство добываемого в стране промпродукта используют местные электростанции. Так, по данным Всемирного банка, уже 2015-й более 50 % выработки электричества в стране обеспечивали угольные электростанции. При этом часть мощностей значительно устарела, но продолжала работать нелегально. Только в 2020 году загрязнение от незаконной Плевляской угольной электростанции стало причиной 625 смертей в Черногории и соседних странах, что привело к иску от секретариата Энергетического сообщества. Несмотря на высокую зависимость от поставок угля, страна присоединилась к Альянсу Powering Past Coal Alliance. Власти страны подтвердили своё намерение в поэтапном отказе от промпродукта к 2035 году.

### Турция
Основную долю энергетических запасов Турции составляет уголь: разведанные запасы каменного угля превышают 550 млн т, запасы лигнита — 10,9 млрд тонн. Из них турецкие угледобывающие компании в 2018 году выработали в 1,1 млн тонн каменного угля и 85,2 млн тонн лигнита, что делало страну одиннадцатой по объёму добычи в мире. Основные месторождения каменного угля в Турции расположены в Зонгулдакском бассейне между Эрегли и Амасрой на побережье Чёрного моря на северо-западе страны. Месторождения лигнита разбросаны по всей стране, но наиболее важным из них является буроугольный бассейн Афшин-Эльбистан на юго-востоке Анатолии, где толщина отложений достигает 58 метров, а экономические запасы оцениваются примерно в 7 млрд тонн. Уголь добывается тремя государственными предприятиями — Турецкие угольные предприятия, Электрогенерирующая компания и Turkish Coal Operations Authority.
В 2018 году Турция импортировала 38,3 млн тонн каменного угля, половину которого ввозили из Колумбии, одну треть — из России. Подавляющую часть импортного и турецкого угля использовали для производства электроэнергии. Турецкие угольные электростанции имели установленную мощность 19,7 ГВт. На тот момент из каменного угля и лигнита в стране вырабатывалось 37,3 % или 113,3 ТВт⋅ч от валового производства электроэнергии. При этом власти страны в рамках своей стратегии «Перспектива 2023», приуроченной к 100-летию республики, стремились увеличить внутреннее производство электроэнергии за счёт строительства новых буроугольных электростанций.
Развитая добывающая промышленность и большое число буроугольных электростанций (16 из 27) ведут к экологическим проблемам и ущербу здоровью населения. Ежегодно загрязнение воздуха от сжигания угля электростанциями Турции приводит к преждевременной смерти около 2,8 тыс. человек. Альянс здоровья и окружающей среды (HEAL) сообщает, что воздействие загрязнения углём на здоровье в Турции в настоящее время приводит к экономическим затратам до 10,9 млрд евро в год. Это эквивалентно 27 % расходов страны на здравоохранение.
С 2019-го по 2020 год в стране зафиксирован спад добычи бурого угля: на 19,9 % до примерно 69,9 млн т, что было связано с пандемией COVID-19.
Добыча каменного угля из небольшого бассейна на побережье Чёрного моря одновременно сократилась до всего 1,1 млн т. В результате в 2020 году Турция стала крупнейшим импортёром каменного угля в Европе, обогнав Германию. В страну завезли 38,7 млн т промпродукта, что было на 7,4 % больше чем годом ранее. Наиболее важным поставщиком являлась Россия. После обострения российско-украинского конфликта и введения санкций на российский уголь эксперты предполагали, что Россия перейдёт на торговлю через Турцию.

## Влияние на здоровье
Жители угледобывающих регионов особенно подвержены негативному влиянию токсичных выбросов. Около 83 % преждевременных смертей, связанных с угольной промышленностью, происходят из-за воздействия мелкодисперсных твёрдых частиц (PM2,5), которые попадают в воздух во время добычи, транспортировки и использования ископаемого топлива. Вызванные ими физиологические изменения включают повреждение тканей свободными радикалами (окислительный стресс), образование бляшек в артериях (атерогенез), а также сужение кровеносных сосудов (вазоконстрикция) и даже необратимое повреждение клеточной ДНК. Эти изменения в итоге приводят к серьёзным хроническим заболеваниям, таким как сердечные приступы, инсульты и онкологии. С наибольшим негативным влиянием в ЕС сталкиваются граждане Германии, Великобритании, Польши, Италии, Франции, Румынии и Испании. Среди них самыми распространёнными причинами смерти, связанными с воздействием твёрдых выбросов угля, являются инсульты и болезни сердца, хронические заболевания лёгких или онкологии. Попадающие в атмосферу загрязняющие вещества также могут привести к кислотным дождям.
По подсчётам 2013 года действующие в ЕС электростанции стали причиной около 22,9 тыс. преждевременных смертей, более половины из которых были связаны с работой 30 наиболее «грязных» электростанций. Для сравнения, в результате дорожно-транспортных происшествий в тот же год в ЕС погибло 26 тыс. человек. Кроме того, выбросы угля стали причиной 11,8 тыс. новых случаев хронического бронхита, а также 21 тыс. госпитализаций. В результате расходы системы здравоохранения на лечение связанных с угольными выбросами заболеваний в ЕС, по разным оценкам, достигали от 32,4 до 62,3 млрд евро.
Во второй половине 2010-х годов опасность сохранялась: в 2015-м 66 % действовавших в ЕС электростанций работали дольше 30 лет и устарели. На 2016-й только в Румынии загрязнение от угольных электростанций являлось причиной примерно 500 преждевременных смертей ежегодно и более 11 тыс. случаев респираторных заболеваний. В 2019-м выбросы от украинских угольных электростанций, вероятно, привели к смерти 2690 человек в стране и 1315 — в Европейском Союзе.
К 2018 году смертность, связанная с воздействием мелких твёрдых частиц (PM2,5), образующихся при сжигании разных видов ископаемого топлива, составляла в Европе 16,8 % от общего числа смертей среди взрослых. Однако выделить количество смертей конкретно от частиц угля было сложно из-за смешанного характера загрязнений. Хотя известно, что остановка угольных карьеров и электростанций во время непродолжительного карантина из-за пандемии COVID-19 помогла снизить количество смертей в Европе на 11 тысяч.
Загрязнители воздуха от угольных электростанций распространяются на сотни километров. По данным 2016 года, польские и немецкие электростанции были ответственны за более 7 тысяч смертей за границей этих государств; английские и чешские — за 2,6 тысячи, румынские — 1,6 тысячи, нидерландские — за 200. Запланированный в Великобритании поэтапный отказ от угля к 2025-му предотвратит гибель минимум 2900 человек ежегодно как в стране, так и за рубежом. Он также поможет властям экономить от 4 до 7,7 млрд евро в год на здравоохранение.

## Влияние на экологию
В процессе сжигания угля в атмосферу попадают парниковые газы. Количество выбросов зависит от качества промышленного топлива: самым «грязным» считается лигнит. Выбросы CO2 от выработки одного ГВтч электроэнергии на лигните вдвое больше чем при выработке такого же количества энергии на природном газе. По другим данным, среднестатистическая установка на природном газе выбрасывает в атмосферу 898 фунтов CO2 на МВт⋅ч (около 400 кг), тогда как угольная — 2180 фунтов CO2 на МВт⋅ч (988 кг). Несмотря на это, почти 40 % электроэнергии в мире по-прежнему производят на угле, из-за чего ежегодно в атмосферу попадает более 10 гигатонн CO2 в год или около 40 % от всех выбросов CO2 от ископаемого топлива.
Один и тот же вид бурого угля из разных регионов может отличаться по коэффициенту выбросов: наибольшее их количество в Европейском регионе производит греческий уголь — 129,4 т CO2/ТДж. Самым «чистым» считается добытый в Румынии промпродукт — 96,5 т CO2/ТДж. Но даже в этой стране только в 2019-м угольные электростанции были ответственны за 35 % выбросов углекислого газа от всех отраслей промышленности. Если страны-члены ЕС разглашают данные о выбросах в формате предусмотренном Рамочной конвенции ООН об изменении климата, то в таких регионах, как Западные Балканы, коэффициенты выбросов углерода не всегда доступны и могут быть выше ожидаемых.
В ЕС 15,2 % от общего объёма выбросов парниковых газов в 2017 году приходилось на сжигание угля. Этот показатель может расти в более холодные зимы, на него также влияют экономический рост, увеличение численности населения, развитие промышленности и транспортной инфраструктуры. Распространение COVID-19 и ограничения производств во всём мире временно привели к падению потребления ископаемого топлива, в особенности — угля. Тем не менее, уже через год увеличение энергетического потребления и цен на газ привели к росту объёмов выбросов от сжигания угля в ЕС до 433 млн т CO2.
Помимо выбросов CO2, добыча угля сопряжена с утечками шахтного метана, которые также оказывают серьёзное воздействие на климат. Международное энергетическое агентство (МЭА) подсчитало, что метан из угольных шахт оказывает бо́льшее влияние на изменение климата, чем судоходство и авиация вместе. По оценкам МЭА, в 2020 году из действующих угольных шахт по всему миру произошла утечка 40—42 млн тонн метана. При этом ЕС является третьим в мире регионом по объёму этих выбросов, уступая только таким крупным производителям, как Китай и Россия. Добыча и сжигание угля сопряжены с выбросами других опасных веществ: диоксида серы, оксида азота, ртути и другое. Так, угольные электростанции Европы ежегодно выбрасывают в атмосферу до 16 тонн ртути и являются главным промышленным источником источником этого токсичного металла. Вредные вещества загрязняют не только воздух, но также почву, подземные и поверхностные водоёмы.
Вред от производства угля не ограничивается загрязнением воздуха. Основную часть добычи угля в странах Европы составляет бурый уголь, извлекаемый открытым способом. Такая добыча особенно разрушительна для природных ландшафтов и структуры почвы. Например, разрастание буроугольного разреза Гарцвайлер в Германии привело к уничтожению окружающих деревень и лесов. Добыча угля истощает и загрязняет запасы воды. На каждую тонну добытого угля загрязняется от 1 до 2,5 кубометров подземных вод. Кроме того, разработка природных недр влияет на уровень подземных вод. Например, активная угледобыча в Туровском буроугольном бассейне недалеко от польско-чешской границы привела к пересыханию подземных водоёмов в соседних деревнях. Восстановление пониженного уровня грунтовых вод и вывод опасных веществ в таких случаях требует значительных затрат.
Обострение конфликта на Украине может усугубить экологические последствия от добычи и использования угля. После российского нападения одной из основных задач европейских политиков стало создание энергетической устойчивости и независимости региона. Германия, Нидерланды, Франция и Австрия рассматривали планы по увеличению выработки электроэнергии на угле в 60 ТВт·ч в 2023 году. Это соответствует увеличению выбросов CO2 примерно на 30 млн т, что составляет 4 % от выбросов энергетического сектора ЕС в 2021 году. И хотя политики заявляли, что подобные меры являются только краткосрочными, активисты опасались замедления курса на углеродно-нейтральную экономику.

## Реструктуризация отрасли
Добыча и использование угля наносят непоправимый ущерб окружающей среде, поэтому страны Европы отказываются от его использования. Уже в 2011 году Европейская комиссия предложила дорожную карту для создания конкурентоспособной низкоуглеродной Европы к 2050 году. Предположительная стоимость перехода оценивалась в 175—290 млрд евро в год.
В рамках Рамочной конвенции ООН об изменении климата в 2015 году было подписано Парижское соглашение, которое закрепило намерение стран-участниц перейти к углеродно-нейтральной экономике. Чтобы соблюсти нормы договора, которые предусматривают удержание прироста глобальной средней температуры до 1,5 °C сверх доиндустриальных уровней, все страны ОЭСР должны отказаться от использования угля не позднее 2030 года. Эти же цели преследует система квот на выбросы EU ETS. Она делает использование лигнита экономически невыгодным: на каждую тонну CO2, выбрасываемую в атмосферу, источник загрязнения должен выкупить определённое количество квот (30 евро за тонну на 2019-й). Квоты мотивируют владельцев углесжигающих предприятий регулярно модернизировать производство, чтобы соответствовать европейским стандартам по допустимому уровню выбросов. Так, в 1990—2016 годах в Европейском союзе выбросы CO2 в угольной отрасли сократились на 47 %.
В результате политического курса строительство новых угольных заводов считается нерентабельным. Так, в 2015-м эксперты называли потенциальным «бесхозным активом» энергоблок № 6 (Шоштань-6, словен. Šoštanj 6) крупнейшей в Словении теплоэлектростанции Шоштань, введённый в эксплуатацию одновременно с принятием с Парижского соглашения ООН по климату. Тем не менее, по оценкам Global Energy Monitor в 2021-м, мощность разрабатываемых угольных электростанций во всём мире уменьшилась только на 13 %, тогда как для достижения климатических целей необходимо более значительное сокращение.
В 2017 году на Боннской климатической конференции был основан Powering Past Coal Alliance, целью которого стала практическая реализация обещаний об отказе от угля в странах ОЭСР к 2030-му. К середине 2019 года к альянсу присоединились 32 страны и 59 отдельных региональных правительств или предприятий. Даже такие зависимые от поставок угля страны как Польша, Чехия, Болгария, Германия и Греция представили свои национальные проекты по отказу от ископаемого топлива. Одновременно Европейский парламент закрепил цель достичь нулевых выбросов парниковых газов к 2050-му в своей резолюции об изменении климата, через год — в резолюции о Европейском зелёном соглашении. Они подчёркивают, что стратегия климатически нейтральной экономики требует совместных действий стран-участниц по внедрению возобновляемых источников энергии, экономики замкнутого цикла, систем управления и хранения углеродов и другое. В качестве промежуточной цели было предложено сокращение выбросов парниковых газов на 55 % к 2030 году. Для её осуществления в стратегии «Европейского зелёного курса» до 2024 года планируется ввести такие меры, как квоты EU ETS для морского транспорта и строительной отрасли, дифференцированное ценообразование на выбросы углекислого газа для секторов, не входящих в ETS, ужесточение налогообложения энергетической сферы, меры по декарбонизации энергоёмких отраслей и другое.
По подсчётам Европейской Комиссии, к 2040 году все угольные электростанции должны быть выведены из эксплуатации, чтобы достичь углеродной нейтральности в мире декадой позднее. Европа стремится стать первым климатически нейтральным регионом, для чего Европейская комиссия ввела «Механизм справедливого перехода». Стратегия предусматривает финансовую помощь странам со слабой экономикой, поддержку органов государственного управления, техническую поддержку, субсидии для рабочих сферы. Европейский инвестиционный банк планирует мобилизовать не менее 1 трлн евро инвестиций в «устойчивую Европу» и борьбу с изменением климата в 2021—2030 годах. В частности, для поддержания регионов, наиболее затронутых отказом от угольного топлива, был создан механизм финансирования «Фонд справедливого перехода» (англ. Just Transition Fund), в рамках которого планируют распределить 19,2 млрд евро. Ожидается, что инициатива привлечёт ещё около 30 млрд инвестиций. Название фонда подчёркивает, что основной его целью является «справедливое» отношение к рабочим в процессе перехода к углеродно нейтральной экономике. Средства должны использоваться для переквалификации горнодобытчиков, оказания помощи в поиске работы, модернизации промышленных площадок в соответствии с экологическими стандартами и преобразования углеродоёмких установок. Для стран, не входящих в ЕС, существует программа, которая оказывает поддержку преимущественно угольным регионам в Боснии и Герцеговины, Косово, Черногории, Северной Македонии, Сербии и Украины.
Традиционно заработная плата в угледобывающих компаниях выше средней по региону. Предприятия зачастую являются основным работодателями в областях, ориентированных на угледобычу. В 2018 году на предприятиях по добыче угля и на угольных электростанциях в ЕС было занято 163 тыс. человек. С учётом балканских стран, Турции и Украины это число возрастает до 291 тыс. человек. Ещё около 500 тыс. человек были заняты в косвенных отраслях: фирмах-поставщиках оборудования, услуг и материалов. Таким образом, закрытие шахт и карьеров может иметь значительные последствия для экономики. При этом количество профилированных рабочих мест в горнодобывающей отрасли стран Европы сокращается. Например, за десятилетие количество сотрудников горнодобывающей группы ZE PAK в польском регионе Конин сократилось на 60 %, составив 4 тыс. в 2021-м. В Силезии 15 из 18 тыс. горнорабочих рискуют потерять работу к 2030 году. Отказ от угля в Болгарии затронет в общей сумме 43 тыс. рабочих мест, примерно 85 % из которых сконцентрированы в районе Стара-Загора. В Западной Македонии в Греции под угрозой сокращения окажутся ещё 6 тыс. рабочих мест.
Чтобы обеспечить «безболезненный» отказ от угля как энергоресурса, региональные правительства активно сотрудничают с профсоюзами, владельцами угольных компаний и другими заинтересованными сторонами. Во многих регионах предусмотрены субсидии для работников угольной сферы, подлежащих сокращению. При переквалификации кадров важно учитывать, что наиболее подходящими для них отраслями являются строительство, производство, логистика, рекультивация земель и возобновляемые источники энергии. К 2030 году только эти отрасли могут обеспечить от 24 000 до 41 000 рабочих мест в ЕС.

### Критика
Активные меры политиков по реструктуризации сферы вызывают противоречивую реакцию: хотя активисты и жители большинства регионов поддерживают зелёный переход, работники угольной сферы и заинтересованные стороны скептически относятся к планам властей. Например, в своём сценарии «Перспективы развития мировой энергетики» МЭА предполагает, что к 2040 году бурый уголь останется важным, хотя и менее значимым компонентом энергобаланса ЕС. Кроме того, ряд аналитиков ставит под сомнение план правительства Германии отказаться от угля к 2038 году, так как к 2021-му он всё ещё обеспечивал около четверти энергоснабжения страны. Эксперты также опасаются, что из-за нестабильности политической и экономической ситуации зелёный переход может произойти «менее гладко», чем ожидают участники рынка. Например, эскалация конфликта на Украине должна привести к увеличению добычи угля в Европе на 11 % по итогам 2022-го, так как странам приходится искать замену российскому газу. При этом политики продолжают настаивать на необходимости декарбонизации энергетической системы для достижения климатических целей, поставленных на 2030 и 2050 годы.
Существуют опасения, что резкая ликвидация отраслевых предприятий может негативно сказаться на региональных бюджетах. Во многих регионах ЕС угледобывающие компании являются крупными налогоплательщиками: только за 2015-й они выплатили правительствам 35 млрд евро. По подсчётам 2021-го, общины в Западной Македонии будут нести убытки в размере около 3,1 евро на каждый 1 евро сокращения прибыли от производства бурого угля.
Фонд справедливого перехода позволяет заменить потерянные рабочие места и стимулировать местную экономику. Так, в Силезии программа предусматривает создание 85 тыс. новых рабочих мест в различных отраслях экономики. Согласно расчётам, их будет более чем достаточно, чтобы компенсировать потери в угольном и смежных секторах. Однако некоторые активисты высказывают сомнения в эффективности фонда, который играет центральную роль в реструктуризации угольного сектора Европы. Даже с учётом предусмотренного софинансирования, средств может быть недостаточно для обеспечения «справедливого перехода». На 2021-й наибольшую долю инвестиций должны получить предприятия Германии, тогда как среди других стран высока конкуренция за средства фонда. Пять крупнейших получателей — Польша, Германия, Румыния, Чехия и Болгария — вместе распределят чуть более 59 % от общей суммы. Но все они планируют продолжать эксплуатировать угольные электростанции после 2030 года.
Другие опасения касаются ископаемого газа, который во многих европейских странах рассматривается как временная замена угля на пути к углеродно-нейтральной экономике. Несмотря на то, что выбросы при сжигании газа значительно ниже, эмиссии метана при его добыче перевешивают любые климатические преимущества использования этого топлива. Кроме того, чтобы достигнуть нулевого уровня выбросов к 2050 году, газовые электростанции необходимо вывести из эксплуатации декадой ранее. Экологические активисты настаивают, что необходимо направить средства на прямой переход к возобновляемым источникам энергии без замещения угля газом. Этому способствуют растущие цены на газ и санкции против одного из его крупнейших поставщиков — России.